# 19. Mai
Der 19. Mai ist der 139. Tag des gregorianischen Kalenders (der 140. in Schaltjahren), somit bleiben 226 Tage bis zum Jahresende.

## Ereignisse

### Politik und Weltgeschehen

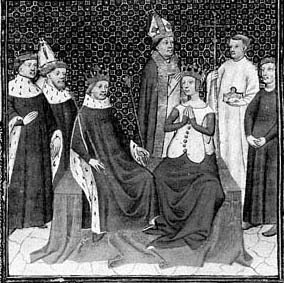
1364: Krönung in Reims

- 1364: Karl V. und Jeanne de Bourbon werden in der Kathedrale von Reims zum französischen Herrscherpaar gekrönt und gesalbt.
- 1515: Georg der Bärtige von Sachsen veräußert Friesland für 200.000 rheinische Gulden an den Herrscher der Burgundischen Niederlande, den späteren Kaiser Karl V. aus dem Haus Habsburg.
- 1536: Anne Boleyn, die zweite Ehefrau des englischen Königs Heinrich VIII. und Mutter von Elisabeth I., wird wegen angeblichen Ehebruchs, Inzests mit ihrem Bruder George und Hochverrats im Tower of London hingerichtet.

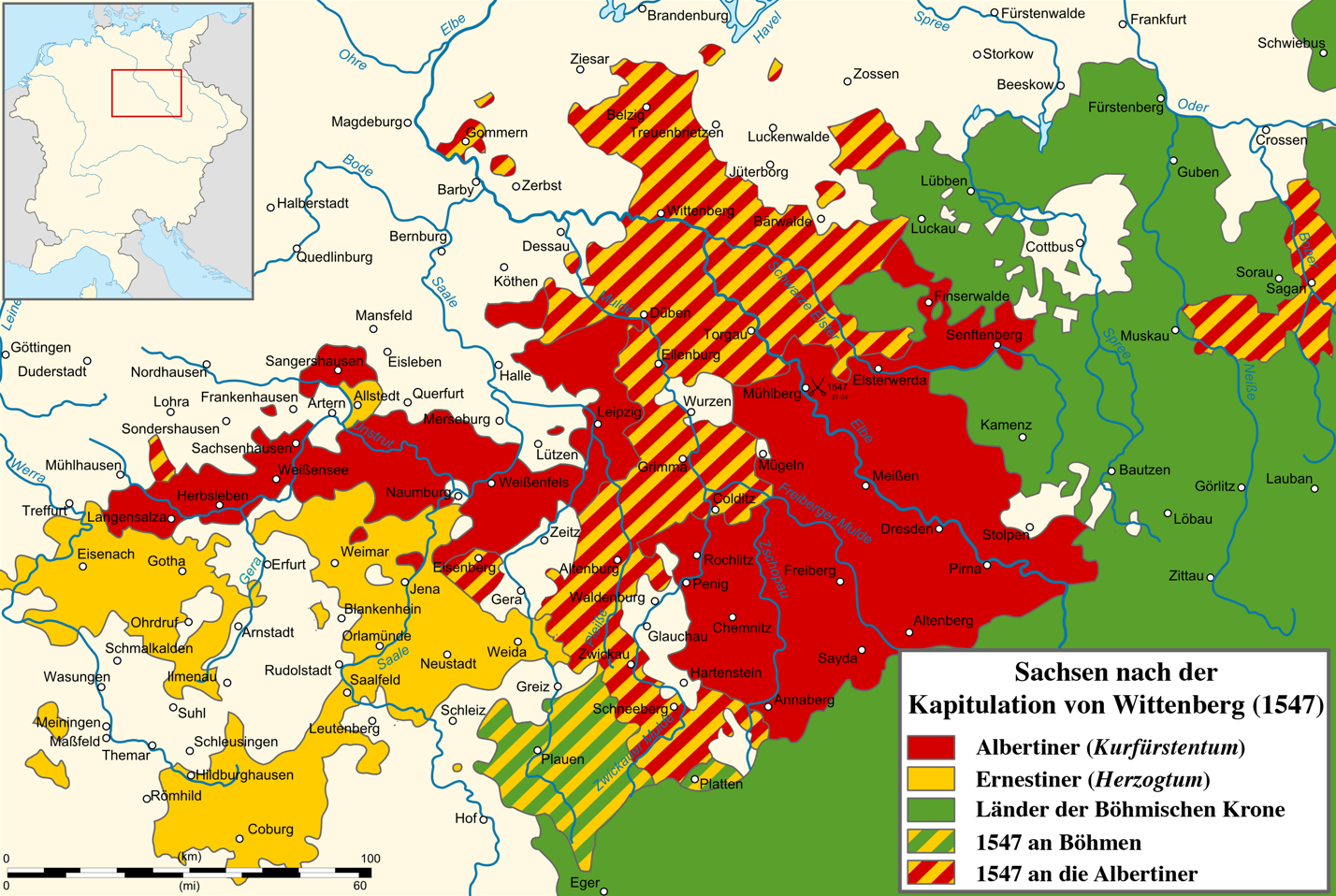
1547: Territoriale Veränderungen in Sachsen und Thüringen

- 1547: Die Wittenberger Kapitulation beendet den Schmalkaldischen Krieg. Der in der Schlacht bei Mühlberg am 24. April unterlegene sächsische Kurfürst Johann Friedrich I. verzichtet zur Aufhebung seines Todesurteils gegenüber Kaiser Karl V. auf Landbesitz und Kurwürde zugunsten der Albertiner der Wettinischen Dynastie, die Moritz von Sachsen repräsentiert.
- 1568: Mit Wissen der englischen Königin Elisabeth I. wird Maria Stuart, die sich nach ihrer Niederlage gegen die schottischen Lords bei Langside auf englischen Boden geflüchtet hat, in Carlisle festgenommen und eingekerkert.
- 1635: Frankreich erklärt Spanien den Krieg. Es eröffnet damit nach der Niederlage der Schweden in der Schlacht bei Nördlingen im September 1634 eine Runde neuerlicher Kämpfe im Dreißigjährigen Krieg. Der habsburgisch-französische Gegensatz schwelt weiter. Frankreich hat sich im Vertrag von Paris zuvor mit den Niederlanden arrangiert.

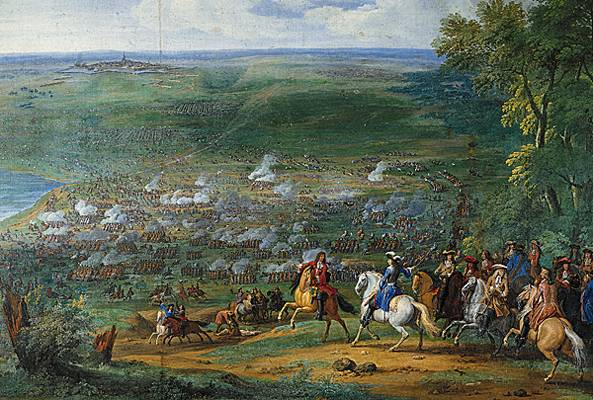
1643: Schlacht bei Rocroi

- 1643: In der Schlacht bei Rocroi besiegen die Franzosen unter Louis II. de Bourbon, prince de Condé ein spanisches Heer unter Francisco de Melo. Der Sieg markiert den Niedergang der spanischen und den Beginn der französischen Hegemonialmacht. Es handelt sich um die schwerste Niederlage in der Geschichte der spanischen Armee.

1649: Flagge des Commonwealth

- 1649: Nach dem Sieg der Roundheads im Bürgerkrieg und der Hinrichtung von König Karl I. erhält England als Staatsnamen seiner unter Oliver Cromwell gebildeten Republik die Bezeichnung Commonwealth of England.

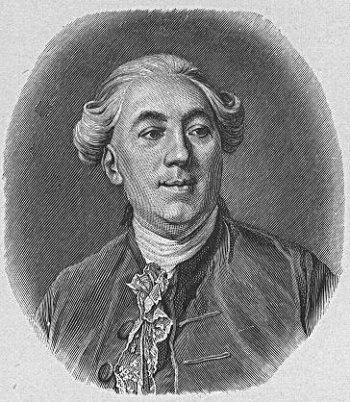
1781: Jacques Necker

- 1781: Der französische König Ludwig XVI. entlässt überraschend seinen Generalfinanzdirektor Jacques Necker, der zuvor die Verschwendung am Hofe des Ancien Régime gerügt hat.
- 1798: Napoleon Bonaparte bricht von Toulon aus zu seiner mehr als drei Jahre dauernden Ägyptischen Expedition auf.

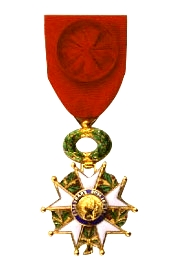
1802: Orden der Ehrenlegion

- 1802: Der Erste Konsul Napoleon Bonaparte stiftet die Ehrenlegion, Frankreichs höchsten Verdienstorden, in der Absicht, militärische und zivile Verdienste, ausgezeichnete Talente und große Tugenden zu belohnen.
- 1804: Napoléon führt einen Tag nach der Ausrufung des Kaiserreichs den 1793 abgeschafften Rang „Marschall von Frankreich“ wieder ein und verleiht ihn an 18 Divisionsgeneräle, unter ihnen François-Christophe Kellermann, François-Joseph Lefebvre, Catherine-Dominique de Pérignon und Jean Mathieu Philibert Sérurier.
- 1822: Nach dem Desinteresse europäischer Königshäuser, die auf die den Vertrag von Córdoba ablehnende Kolonialmacht Spanien Rücksicht nehmen, wird vom Regentschaftsrat Agustín de Iturbide zum ersten Kaiser von Mexiko gewählt.
- 1919: Mit der Ankunft Mustafa Kemal Paschas in Samsun beginnt der Türkische Befreiungskrieg der Widerstandsgruppe Kuvayı Milliye gegen die Besatzungsmächte der Triple Entente.
- 1921: In den USA wird der Emergency Quota Act verabschiedet, ein Gesetz, das die starke Einwanderung nach dem Ersten Weltkrieg eindämmen soll.
- 1934: In einem Militärputsch durch Mitglieder der Gruppe Sweno wird in Bulgarien der gewählte Ministerpräsident Nikola Muschanow durch Oberst Kimon Georgiew ersetzt.

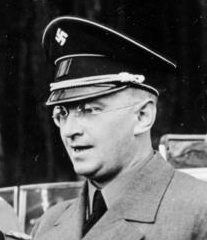
1935: Konrad Henlein

- 1935: Bei den Wahlen in der Tschechoslowakei wird die Sudetendeutsche Partei von Konrad Henlein zur stimmenstärksten Partei und erhält 44 von 300 Mandaten im Parlament.
- 1935: Zwischen Frankfurt am Main und Darmstadt wird von den Nationalsozialisten mit großem propagandistischem Aufwand das erste Teilstück der Reichsautobahn eröffnet. Das bereits 1932 durch den damaligen Kölner Oberbürgermeister Konrad Adenauer eröffnete erste Teilstück der heutigen A 555 zwischen Bonn und Köln ist eigens zu diesem Zweck schon 1933 zur Landstraße herabgestuft worden.

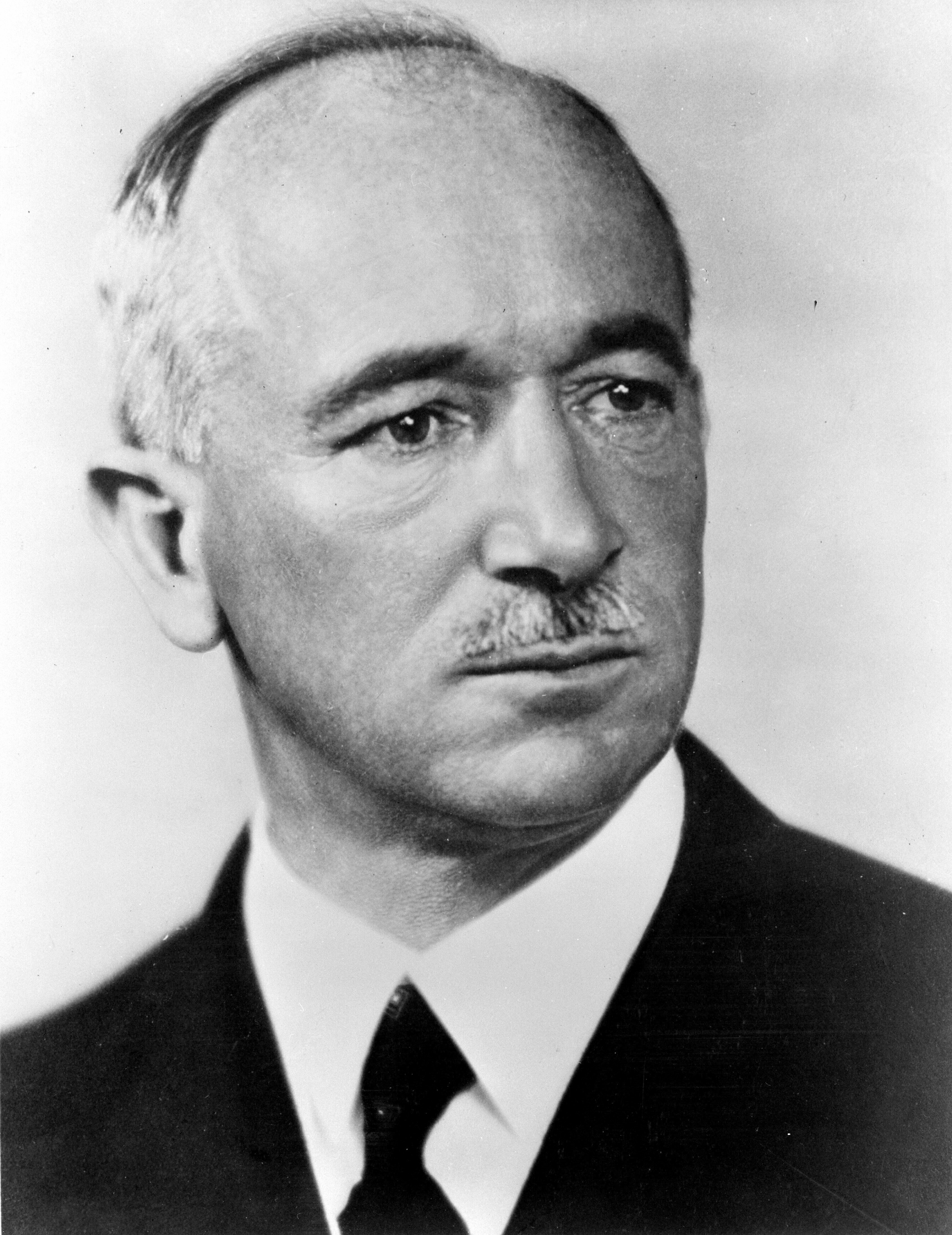
1945: Edvard Beneš

- 1945: Der tschechoslowakische Staatspräsident Edvard Beneš verfügt mit dem Dekret Nr. 5, dass „das gesamte Vermögen von Personen deutscher oder magyarischer Nationalität im Gebiet der Tschechoslowakischen Republik unter staatliche Verwaltung gestellt werden“ soll.
- 1968: Im Biafra-Krieg erobern nigerianische Streitkräfte die biafrische Hafenstadt Port Harcourt und blockieren humanitäre Hilfsmittellieferungen an Biafra. Es kommt zu einer Hungersnot in der abtrünnigen Provinz Nigerias, die 1 bis 3 Millionen Menschen dahinrafft. Bilder von Kindern mit Hungerödemen gehen um die Welt.

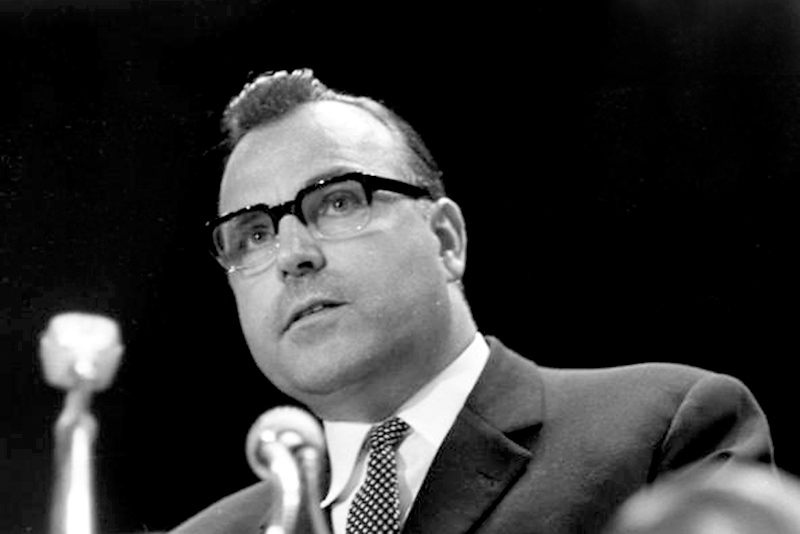
1969: Helmut Kohl

- 1969: Nach dem Rücktritt Peter Altmeiers am Vortag wird Helmut Kohl (CDU) Ministerpräsident von Rheinland-Pfalz.
- 1974: In Frankreich wird der Bürgerliche Valéry Giscard d’Estaing mit 50,8 % gegen den Sozialisten François Mitterrand zum Staatspräsidenten gewählt.
- 1983: Der Deutsche Bundestag setzt auf Antrag der SPD einen Untersuchungsausschuss zur Flick-Spendenaffäre ein, dessen Arbeit zwei Jahre dauern wird. Ausschussvorsitzender wird Manfred Langner von der CDU.
- 1983: In einem ehemaligen Schlachthof im nordfranzösischen Dorf Anguilcourt-le-Sart werden die seit dem 10. September 1982 „verschwundenen“ 41 Fässer mit dioxinverseuchtem Schlamm aus der Katastrophe vom 10. Juli 1976 im italienischen Seveso gefunden.

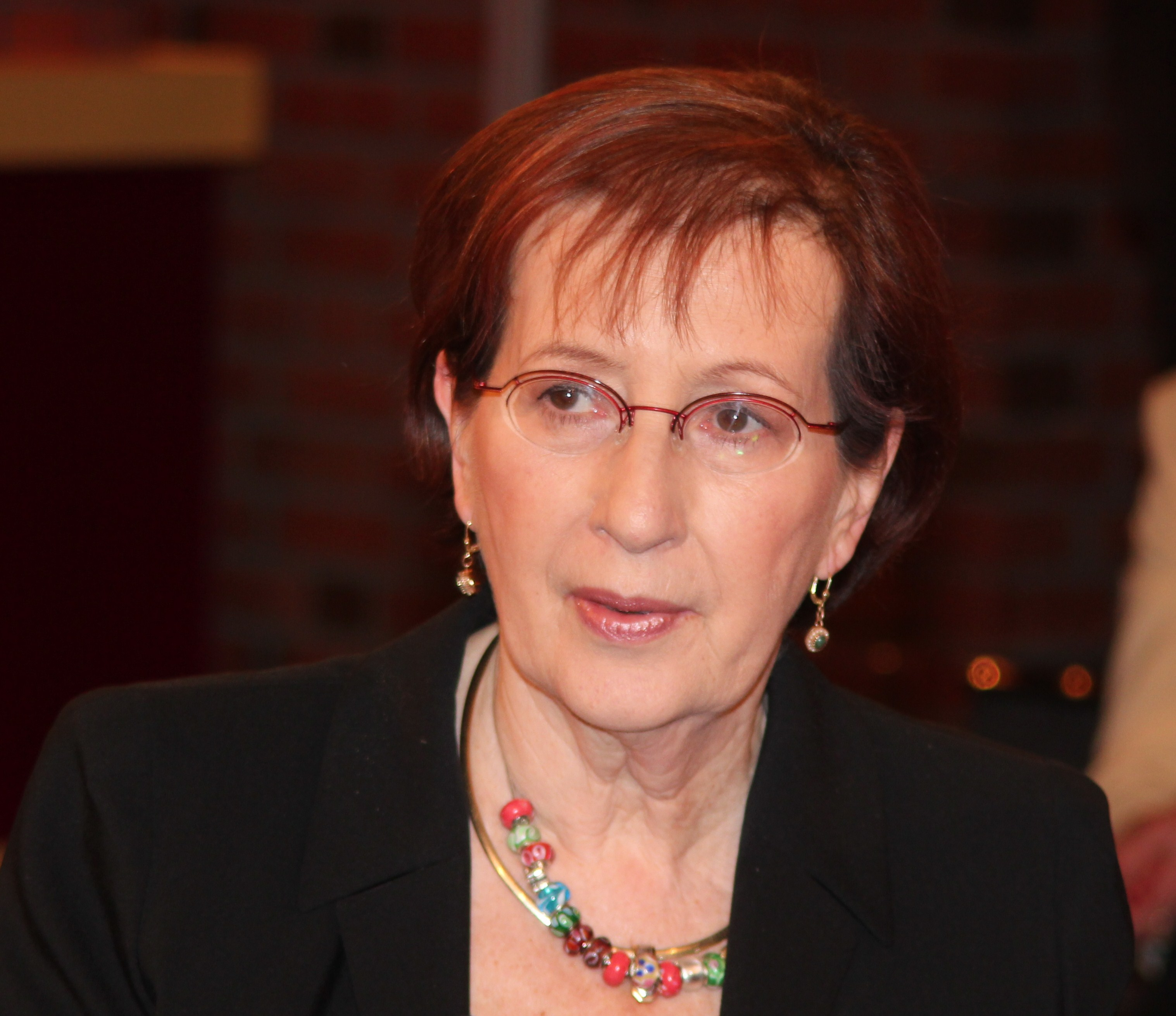
1993: Heide Simonis

- 1993: Die SPD-Politikerin Heide Simonis wird als Nachfolgerin von Björn Engholm zur Ministerpräsidentin von Schleswig-Holstein gewählt. Sie ist die erste Regierungschefin eines Bundeslandes in der Geschichte der Bundesrepublik Deutschland.
- 2000: Konservative Kräfte unter der Führung des Geschäftsmannes George Speight führen auf den Fidschi-Inseln einen Putsch gegen Staatspräsident Kamisese Mara durch. Das gesamte Kabinett unter Premierminister Mahendra Chaudhry wird als Geiseln genommen. Am 29. Mai greift das Militär unter Frank Bainimarama ein.
- 2007: Bei einem Selbstmordattentat durch Taliban sterben drei Soldaten der deutschen Bundeswehr und mehrere Zivilpersonen in Kundus im Nordosten von Afghanistan.
- 2012: Der blinde chinesische Bürgerrechtler Chen Guangcheng darf mit seiner Familie in die Vereinigten Staaten ausreisen.

### Wirtschaft

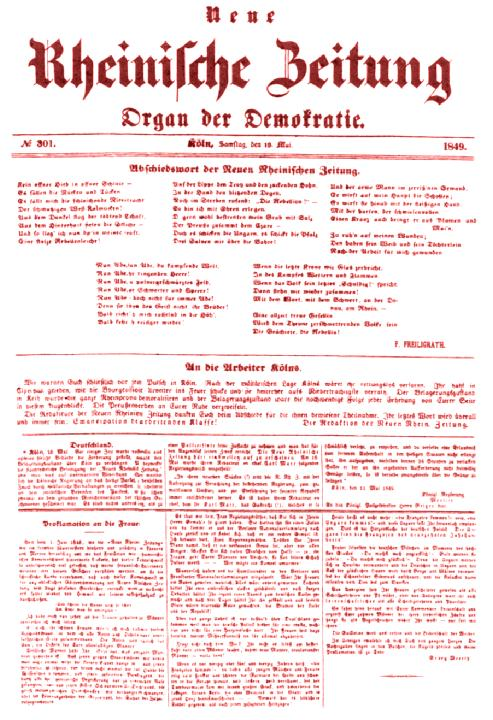
1849: Letzte Neue Rheinische Zeitung

- 1849: Die von Karl Marx in Köln herausgegebene Neue Rheinische Zeitung stellt nach dem Scheitern der Märzrevolution in der preußischen Rheinprovinz ihr Erscheinen ein.
- 1872: Die Straßenbahn Frankfurt am Main nimmt als Pferdebahnlinie ihren Betrieb auf. Die Strecke führt vom Schönhof in der nordwestlichen Nachbarstadt Bockenheim über die Bockenheimer Warte und die Bockenheimer Landstraße zur Hauptwache in Frankfurt. Betreibergesellschaft ist die private belgische Frankfurter Trambahn-Gesellschaft.
- 1901: In Frankfurt am Main gründet sich der Bund Deutscher Nahrungsmittel-Fabrikanten und -Händler, der Vorläufer des heutigen Lebensmittelverbands Deutschland.

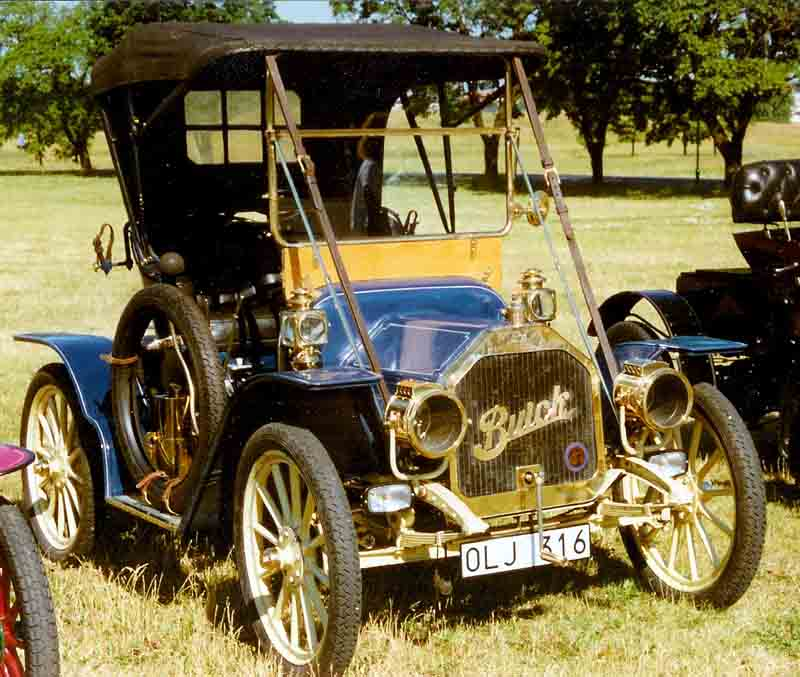
1903: Buick

- 1903: Der US-amerikanische Ingenieur und Erfinder David Dunbar Buick gründet in Michigan die Automobilfirma Buick Motor Company.
- 1912: Die deutsche Reichspost führt zwischen Mannheim und Heidelberg ihren ersten offiziellen Postflug durch.

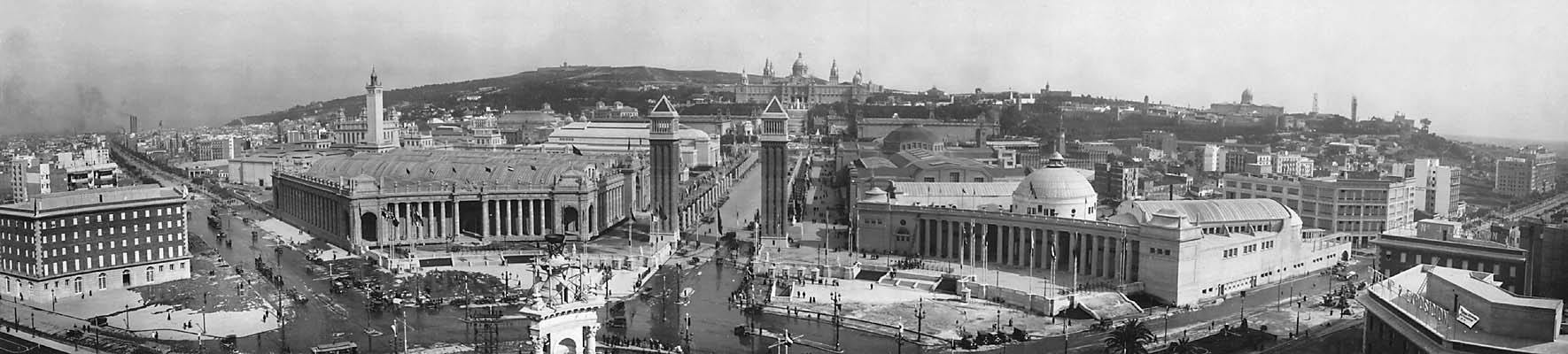
1929: Panoramablick auf das Gelände der Weltausstellung

- 1929: Spaniens König Alfons XIII. eröffnet die Weltausstellung Exposició Internacional de Barcelona. zu den bekanntesten Exponaten zählen der Palau Nacional und der von Ludwig Mies van der Rohe entworfene Deutsche Pavillon.
- 2004: Das Landgericht München I bestätigt als weltweit erstes Gericht die Rechtswirksamkeit der GNU General Public License.

### Wissenschaft und Technik

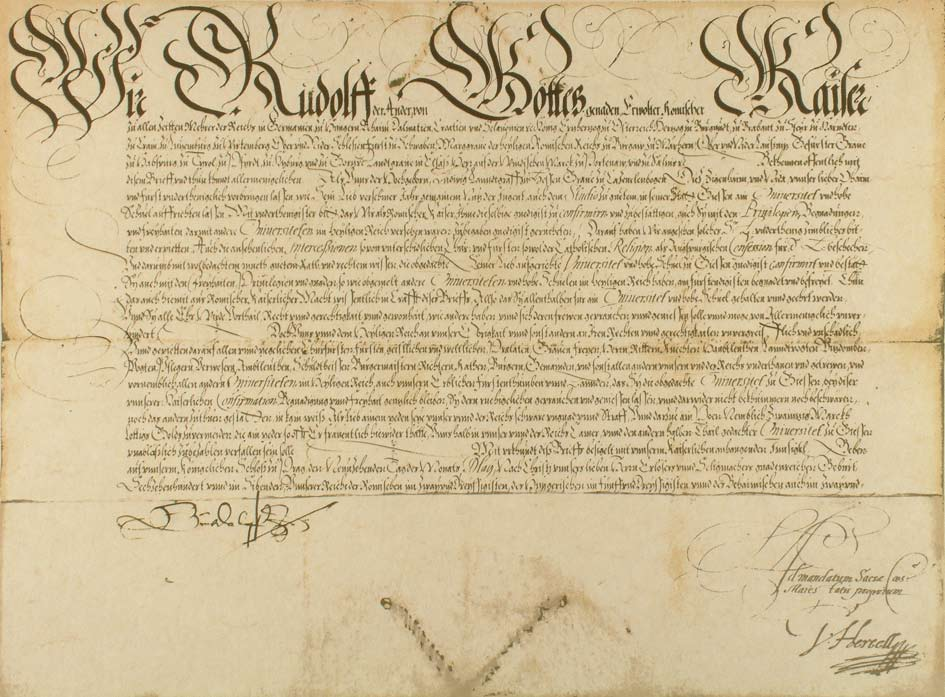
1607: Gründungsurkunde

- 1607: Da die benachbarte Marburger Universität mit der Teilung der Landgrafschaft Hessen calvinistisch geworden ist, gründet Landgraf Ludwig V. von Hessen-Darmstadt die protestantische Landesuniversität in Gießen, die an diesem Tag das kaiserliche Patent Rudolfs II. erhält.

1845: Erebus und Terror

- 1845: Der britische Forscher John Franklin läuft mit den Schiffen Erebus und Terror und einem Versorgungsschiff zu seiner letzten Expedition auf der Suche nach der Nordwestpassage aus. Nur das Versorgungsschiff wird von der Franklin-Expedition zurückkehren.
- 1889: Der deutsche Physiker und Mathematiker Ernst Abbe errichtet die Carl-Zeiss-Stiftung, die zwei Tage später staatlich genehmigt wird. Ziel der Stiftung ist die Förderung naturwissenschaftlicher und mathematischer Wissenschaft in Forschung und Lehre.
- 1906: Der von der Nachfolgegesellschaft der Jura-Simplon-Bahn, der Schweizerischen Bundesbahnen durch die Ingenieure Karl Brandau und Alfred Brandt errichtete Simplontunnel wird in Brig eingeweiht.

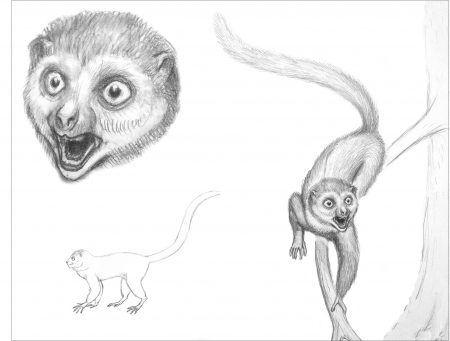
2009: Zeichnerische Rekonstruktion von Darwinius masillae

- 2009: Ein Forscherteam um den norwegischen Paläontologen Jørn H. Hurum veröffentlicht die Erstbeschreibung der kürzlich in der Grube Messel bei Darmstadt neu entdeckten ausgestorbenen Primatengattung Darwinius. Das beschriebene Individuum „Ida“ gilt als das besterhaltene Fossil eines Primaten.

### Kultur

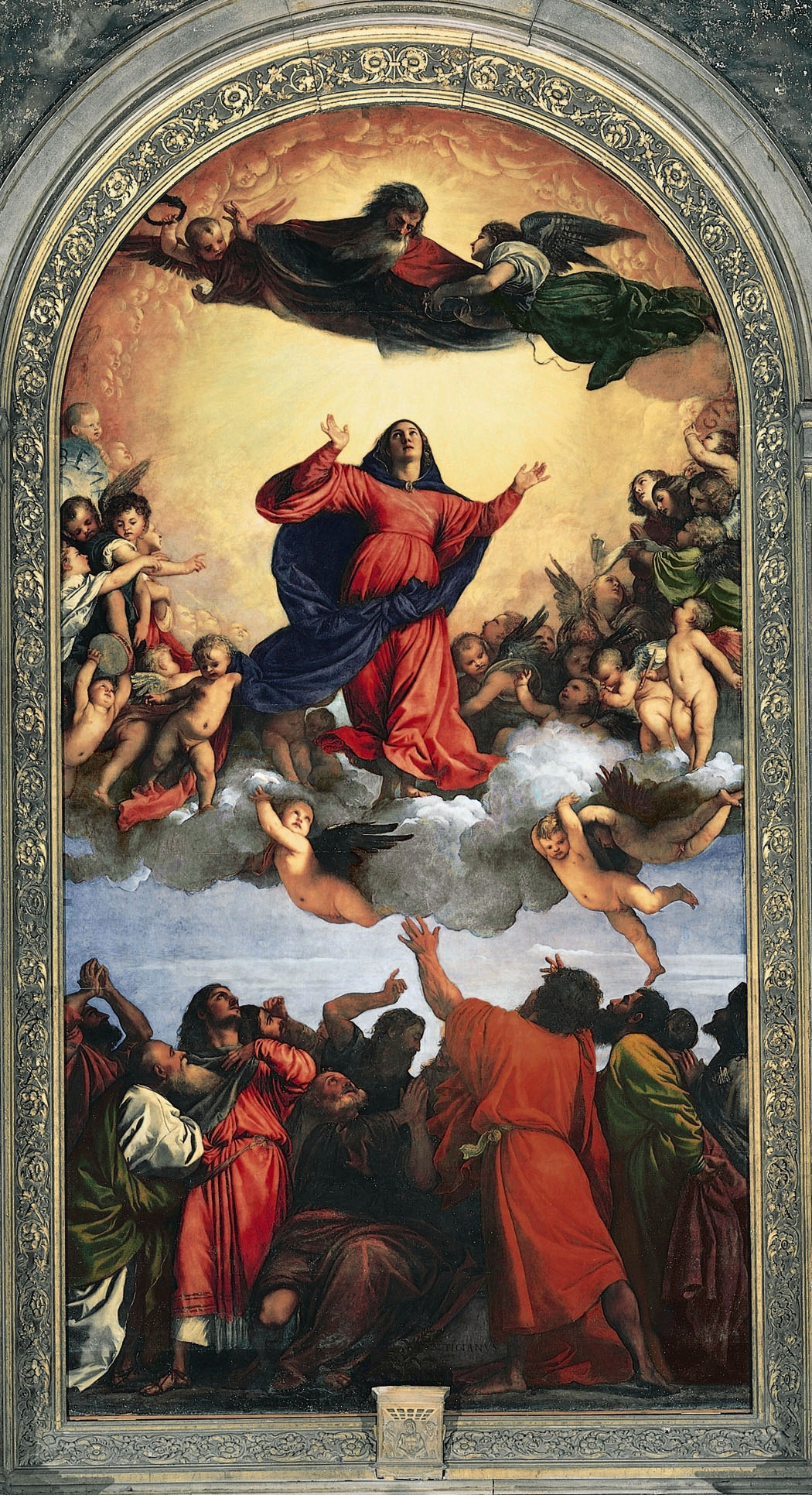
1518: Tizians Assunta

- 1518: In der venezianischen Kirche Santa Maria Gloriosa dei Frari wird der Hochaltar mit dem Tizian-Gemälde Assunta geschmückt, einem bis dahin in seinen Ausmaßen von über 22 m² nicht gekannten Leinwandbild.
- 1792: Die Uraufführung der Komödie Les Deux Sous-lieutenants ou Le Concert interrompu von Henri Montan Berton erfolgt an der Opéra-Comique in Paris.
- 1842: Die Oper Linda di Chamounix von Gaetano Donizetti wird mit Eugenia Tadolini in der Hauptrolle am Theater am Kärntnertor in Wien mit großem Erfolg uraufgeführt.

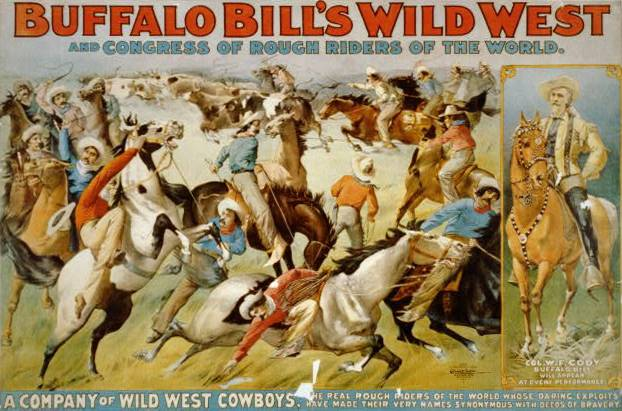
1883: Werbeplakat für Buffalo Bill’s Wild West

- 1883: William Frederick Cody, bekannt als Buffalo Bill, führt seine Wildwest-Show in Omaha im US-Bundesstaat Nebraska erstmals auf und geht sodann auf Tournee.
- 1909: Am Pariser Théâtre du Châtelet wird das Ballett Polowetzer Tänze von Michel Fokine nach der Musik von Alexander Borodin uraufgeführt. Dabei treten erstmals die Ballets Russes des Impresarios Sergei Pawlowitsch Djagilew auf.
- 1911: An der Opéra-Comique in Paris erfolgt die Uraufführung des Einakters Die spanische Stunde von Maurice Ravel auf ein Libretto von Franc-Nohain. Die „musikalische Komödie“ wird von Publikum und Kritik mit Ablehnung quittiert.
- 1926: Nach einer Großdemonstration des Filmbundes tritt in Österreich ein Filmkontingentierungsgesetz in Kraft, das eine Einfuhrbeschränkung von ausländischen Filmproduktionen vorsieht, um der Überschwemmung durch US-amerikanische Filme und dem dadurch befürchteten Untergang des österreichischen Films entgegenzuwirken.

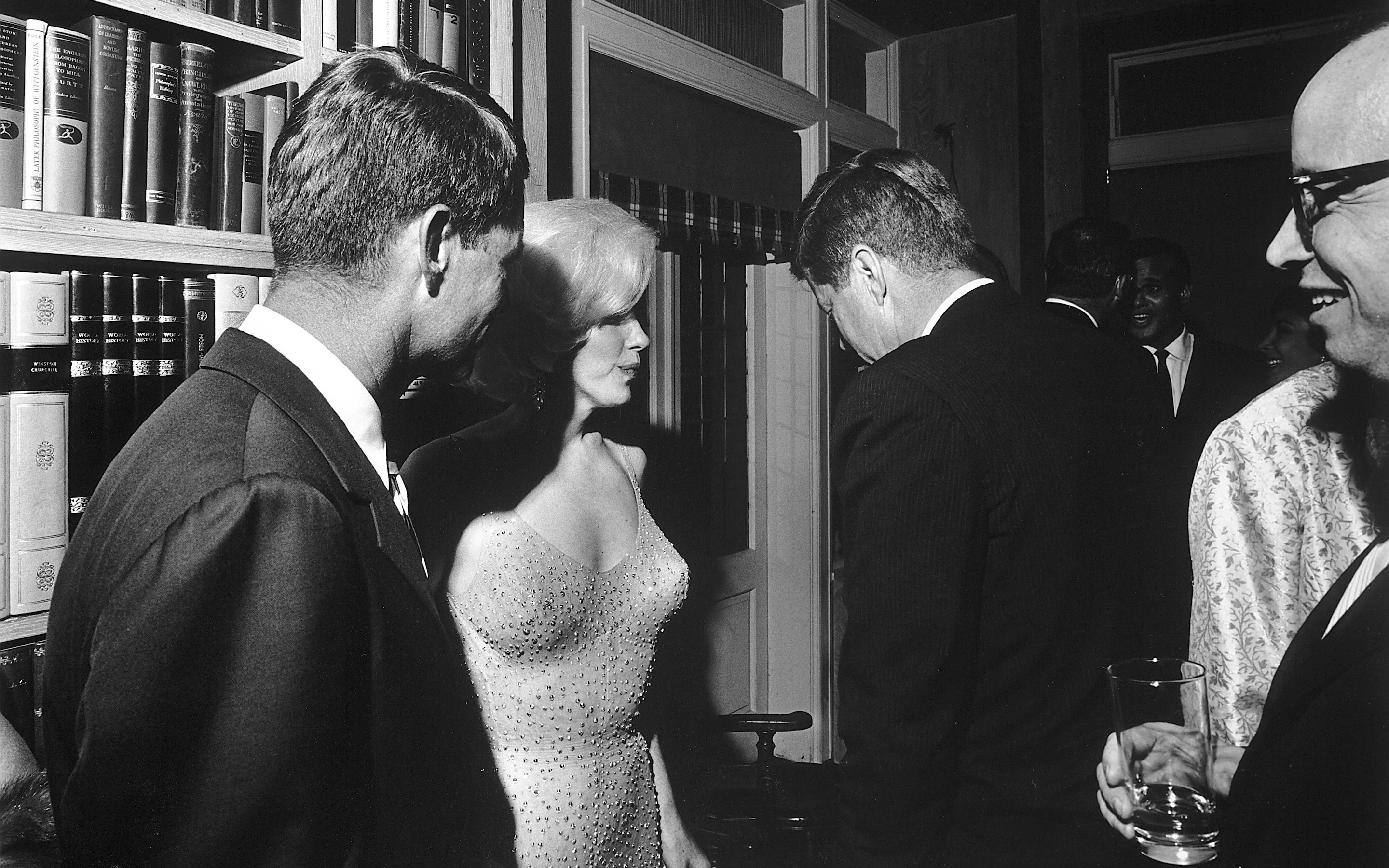
1962: Marilyn Monroe nach ihrem Auftritt

- 1962: Auf einer Geburtstagsgala für den US-Präsidenten John F. Kennedy im Madison Square Garden in New York hat Marilyn Monroe ihren letzten Auftritt in der Öffentlichkeit. Anlässlich seines Geburtstages singt die Schauspielerin ein selbstgeschriebenes Lied, mit dem Titel Happy Birthday, Mr. President.
- 1965: Der russisch-amerikanische Pianist Vladimir Horowitz feiert nach 12-jähriger Abwesenheit von der Bühne ein sensationelles Comeback in der Carnegie Hall in New York.
- 1967: Am Lisner Auditorium in Washington findet die Uraufführung der Oper Bomarzo von Alberto Ginastera statt.

### Gesellschaft
- 1051: Heinrich I. von Frankreich heiratet seine dritte Frau Anna von Kiew in der Kathedrale Notre Dame von Reims.
- 1322: Nach langem Sträuben scheidet Papst Johannes XXII. auf Wunsch des französischen Königs die Ehe zwischen Karl IV. und Blanka von Burgund. Sie ist seit dem Tour-de-Nesle-Skandal im Château Gaillard eingekerkert.

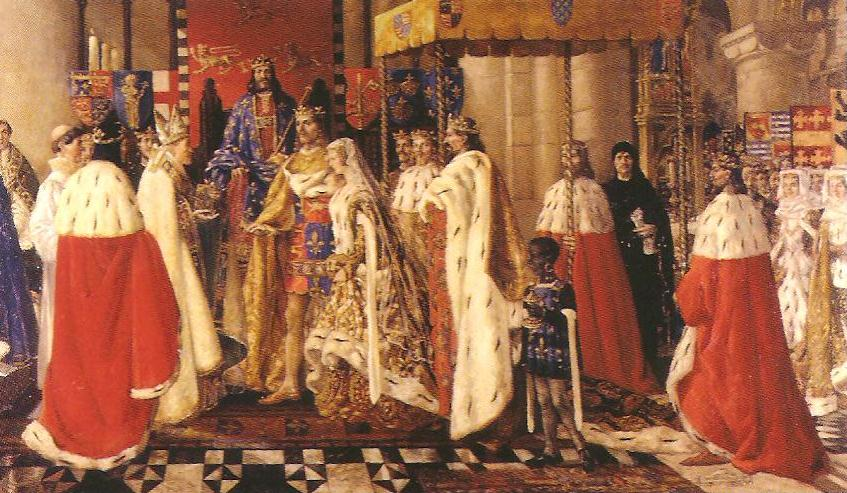
1359: Die Heirat von John of Gaunt und Blanche of Lancaster

- 1359: John of Gaunt, 1. Duke of Lancaster heiratet seine erste Frau Blanche of Lancaster in der Abtei Reading.
- 1685: Nach 22-jähriger Haft im Blauen Turm kommt in Kopenhagen die politische Gefangene Leonora Christina Ulfeldt frei. Ihr wurde eine Beteiligung an politischen Intrigen ihres Mannes Corfitz Ulfeldt zur Last gelegt.

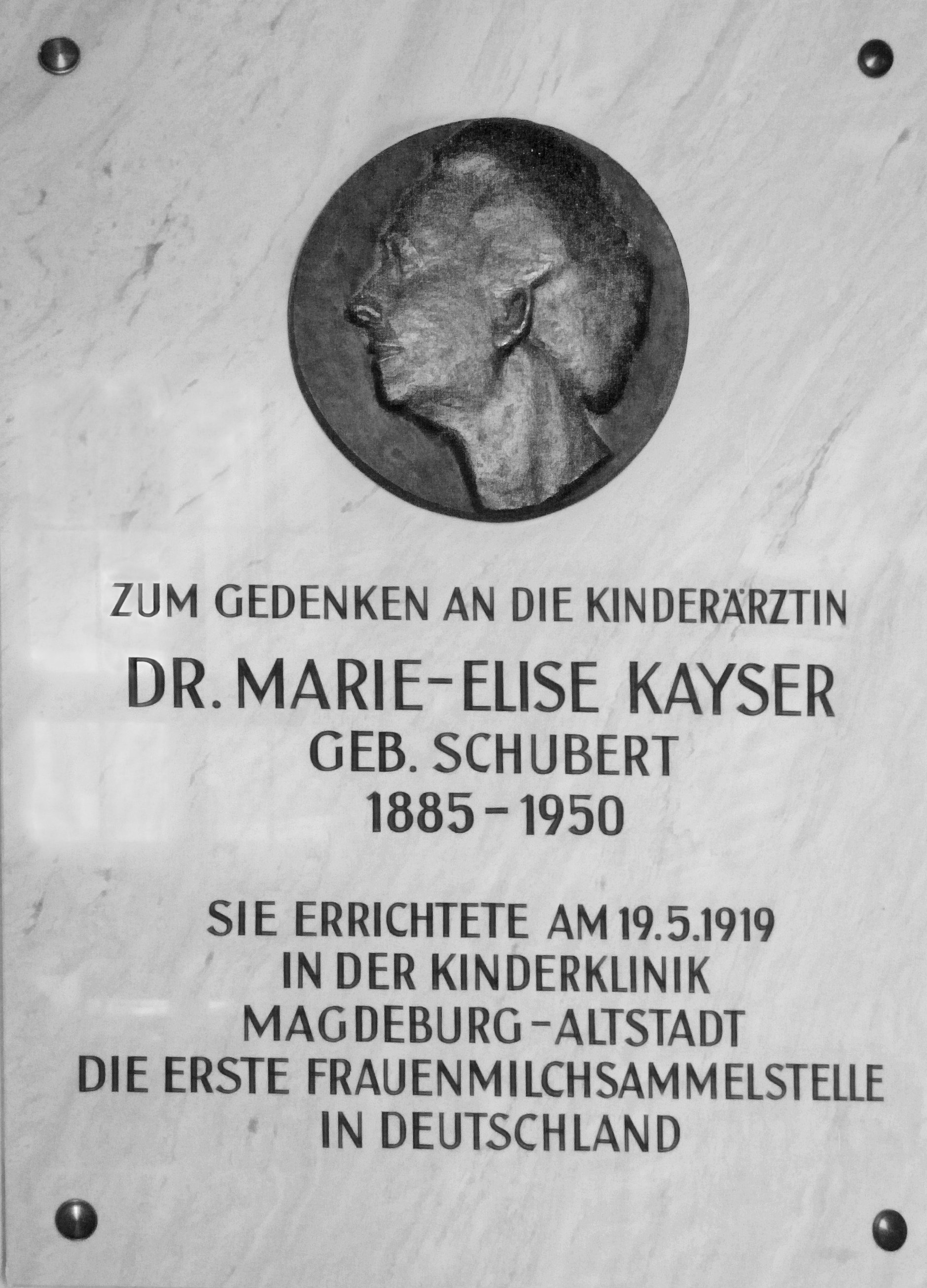
1919: Gedenktafel zur Frauenmilchsammelstelle

- 1919: Die deutsche Kinderärztin Marie Elise Kayser richtet an der Säuglingsabteilung des Krankenhauses Magdeburg-Altstadt die erste Frauenmilchsammelstelle Deutschlands ein.
- 1919: In der Royal Albert Hall in London gibt die Britin Eglantyne Jebb die Gründung des Kinderhilfswerks Save the Children bekannt. Sie sammelt mit ihrer Schwester Spenden zur Hilfe für die unter den Folgen des Weltkriegs leidenden Kinder in Deutschland und Österreich.

### Religion

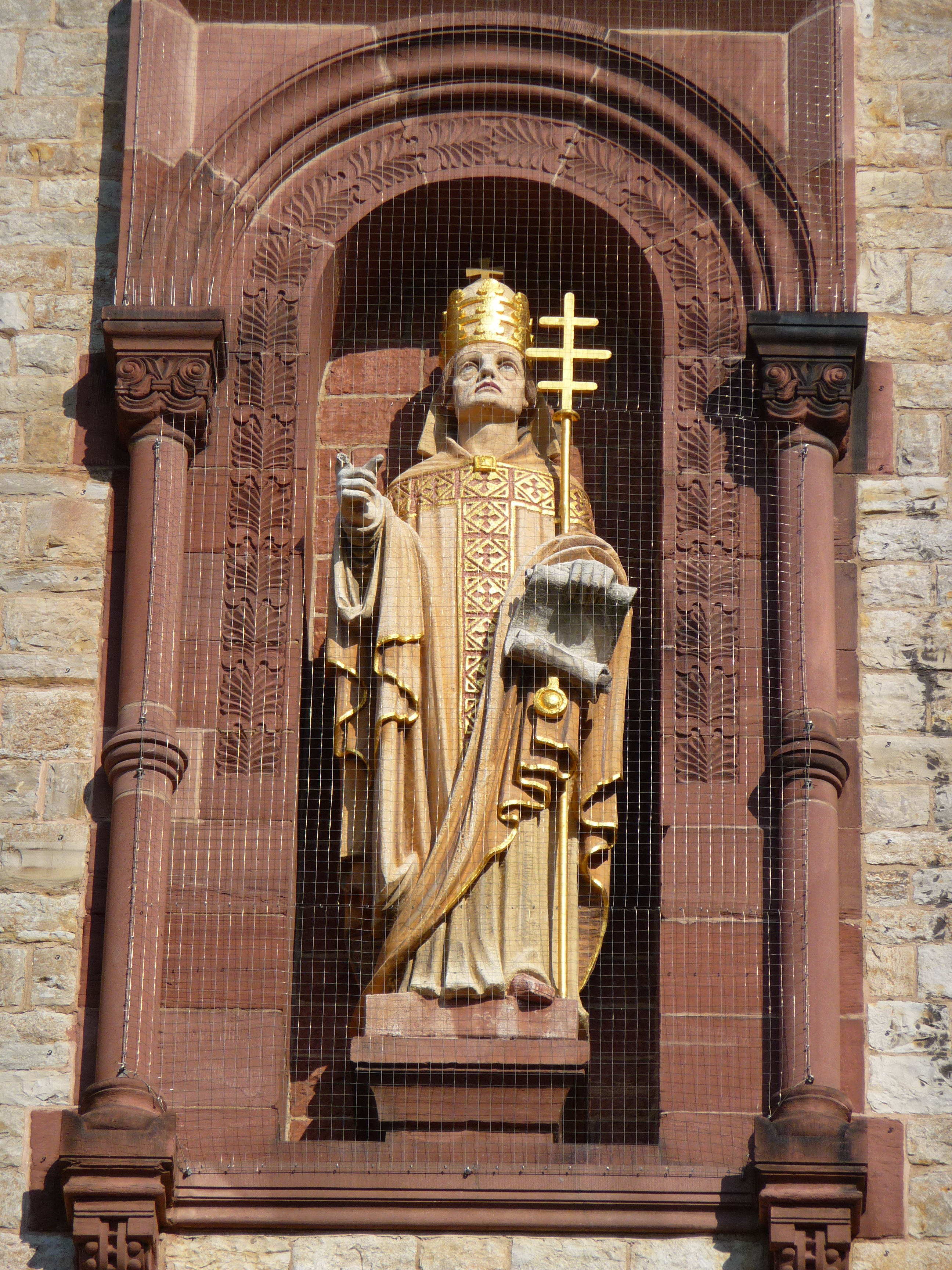
715: Gregor II.

- 0715: Aus der Adelsfamilie Savelli hervorgegangen, wird mit Gregor II. nach längerer Zeit wieder ein Römer Papst. Er ist Nachfolger von Konstantin I., der am 9. April verstorben ist.
- 1769: Lorenzo Ganganelli wird zum Papst gewählt und nimmt den Namen Clemens XIV. an. Um am 4. Juni den Papstthron zu besteigen, wird er erst am 28. Mai zum Bischof geweiht.

### Natur und Umwelt
- 0861: Auf einem Tempelgelände in Nōgata auf der japanischen Insel Kyūshū schlägt ein Meteorit ein. Der Fall des Chondriten wird beobachtet und das Stück in einem Schrein für die Nachwelt aufbewahrt.
- 1780: Der „Dark Day“ sorgt in New England für Verunsicherung. Die Ursache der ungewöhnlichen Dunkelheit kann in der Folge nie abschließend geklärt werden.
- 1910: Die Erde durchquert den Schweif des Halleyschen Kometen, was zahlreiche Menschen in Angst versetzt, weil Astronomen darin kurz zuvor das giftige Gas Dicyan entdeckt haben.

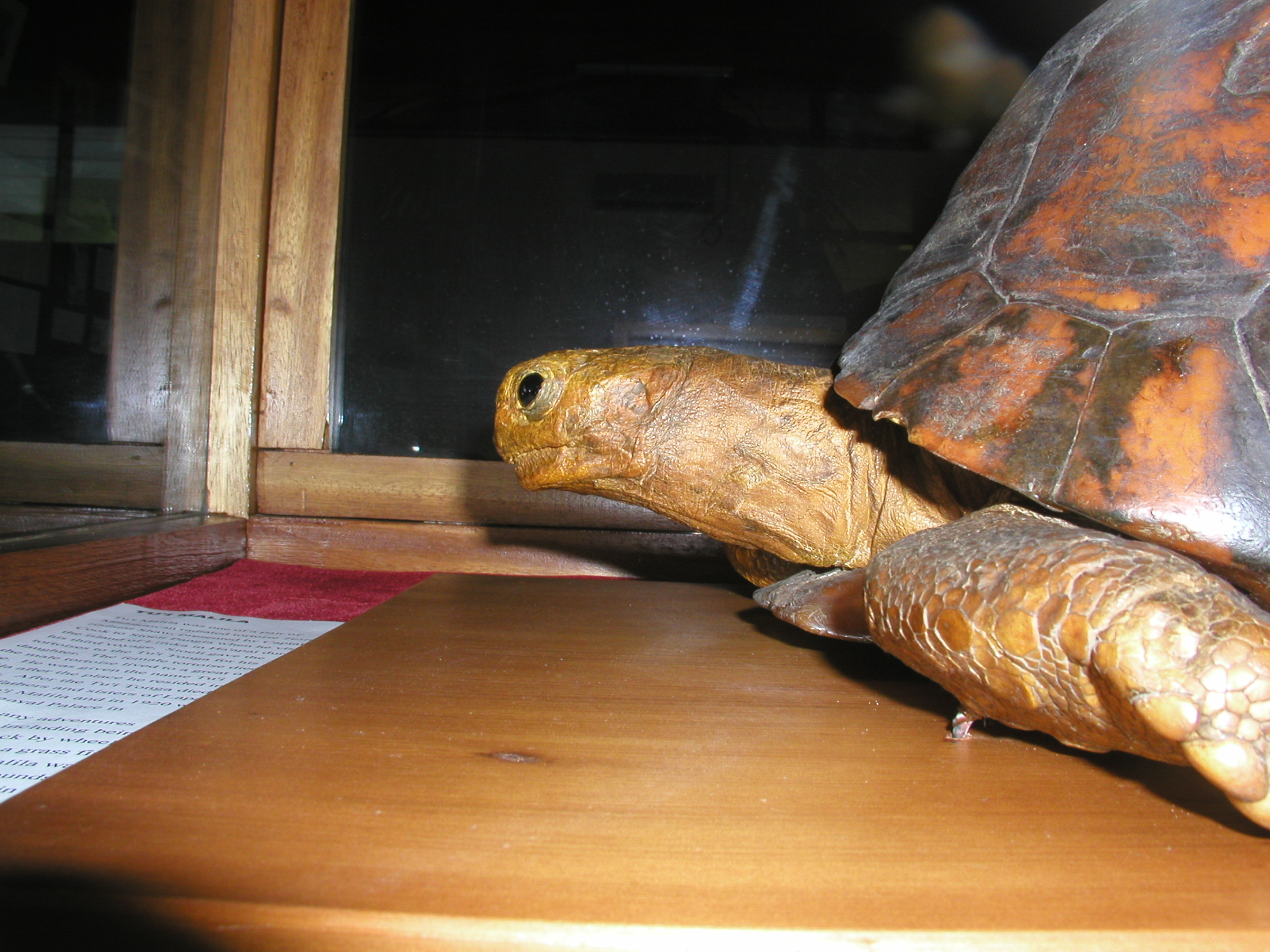
1965: Tuʻi Malila

- 1965: Auf Tonga stirbt die Strahlenschildkröte Tuʻi Malila. Das Tier war als Geschenk von Weltumsegler James Cook in die Hände der königlichen Familie gelangt und somit mindestens 188 Jahre alt.

### Katastrophen
- 1993: Auf dem Weg von Panama-Stadt, Panama, nach Medellín, Kolumbien, prallt eine Boeing 727 der SAM Colombia 40 km südöstlich des Flughafens bei schlechtem Wetter gegen einen Berg. Alle 133 Menschen an Bord sterben.
- 1997: In Bangladesch verursacht ein schwerer Wirbelsturm über 500 Tote, tausende Verletzte und etwa 2,5 Millionen Obdachlose.

Kleinere Unglücksfälle sind in den Unterartikeln von Katastrophe und in der Liste von Katastrophen aufgeführt.

### Sport
- 1902: 22 Tennisvereine gründen in Berlin den Deutschen Lawn Tennis Bund mit rund 2500 Mitgliedern. Der Hamburger Carl August von der Meden wird zum ersten Präsidenten des Bundes gewählt.
- 1928: In Paris wird die Tennisarena Stade Roland Garros eröffnet. In ihr werden in der Folge die seit 1891 existierenden French Open ausgetragen.
- 1938: Der Mannheimer Eis- und Rollsport-Club, als Adler Mannheim Rekordmeister der Deutschen Eishockey Liga, wird gegründet.
- 2009: RB Leipzig wird gegründet.
- 2012: In München findet das UEFA-Champions-League-Finale 2012 zwischen dem FC Chelsea und dem FC Bayern München statt. Der FC Chelsea gewinnt das Spiel nach Elfmeterschießen 4:3.

Einträge von Leichtathletik-Weltrekorden befinden sich unter der jeweiligen Disziplin unter Leichtathletik.

## Geboren

### Vor dem 18. Jahrhundert
- 1329: William de Ros, 3. Baron de Ros, englischer Adeliger, Militär und Politiker
- 1476: Helena von Moskau, Großherzogin von Litauen und Titularkönigin von Polen
- 1523: Esrom Rüdinger, deutscher Philologe, Pädagoge, Physiker und Geschichtsschreiber
- 1547: Gustaf Axelsson Banér, schwedischer Staatsmann
- 1593: Jacob Jordaens, flämischer Maler
- 1608: Ernst von Anhalt-Bernburg, Obrist im Dreißigjährigen Krieg
- 1611: Innozenz XI., Papst
- 1641: Christoph Egedacher, süddeutscher Orgelbauer
- 1669: Philipp Wilhelm, Markgraf von Brandenburg-Schwedt und Statthalter von Magdeburg
- 1678: Francesco Farnese, Herzog von Parma und Piacenza
- 1683: Burkhard Christoph von Münnich, deutschstämmiger Generalfeldmarschall und Politiker in russischen Diensten
- 1695: Johann Ludwig Alefeld, deutscher Philosoph und Physiker

### 18. Jahrhundert
- 1701: Alvise Mocenigo IV., 118. Doge von Venedig
- 1716: Franz Ludwig Pfyffer, Schweizer Politiker und Kartograf
- 1722: Johann Hortzschansky, sorbischer Pädagoge, Historiker und Philologe
- 1729: William Henry, US-amerikanischer Politiker
- 1732: Johann Christoph von Woellner, preußischer Pastor und Staatsmann
- 1740: Joseph Franz Weigl, österreichischer Cellist
- 1744: Sophie Charlotte von Mecklenburg-Strelitz, Gemahlin des britischen Königs Georg III.
- 1746: Johann Friedrich Peter, US-amerikanischer Komponist
- 1750: Kaspar Heinrich von Sierstorpff, deutscher Forst- und Staatsmann, Gründer des Bades in Bad Driburg
- 1752: Philipp Ludwig Wittwer, deutscher Mediziner

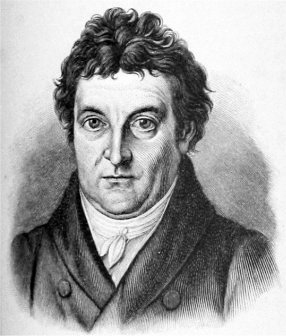
Johann Gottlieb Fichte (* 1762)

- 1762: Johann Gottlieb Fichte, deutscher Erzieher und Philosoph, Vertreter des Idealismus
- 1765: Johann Nepomuk Amann, österreichisch-deutscher Architekt
- 1767: George Prevost, britischer General und Gouverneur von Kanada
- 1771: Rahel Varnhagen von Ense, deutsche Schriftstellerin und Salonière, Vertreterin der Emanzipation der Juden und der Frauen
- 1773: Arthur Aikin, englischer Chemiker, Mineraloge und Autor
- 1773: Tobias Feilner, deutscher Tonwarenfabrikant
- 1779: Pepita Tudó, Geliebte Manuel de Godoys, des ersten Minister unter Karl IV. von Spanien
- 1785: Gottfried Duden, deutscher Schriftsteller
- 1785: Alois Vock, Schweizer römisch-katholischer Geistlicher, Pädagoge und Historiker
- 1792: Heinrich LXIX., Paragiatsherr von Reuß-Köstritz
- 1794: Johann Peter Weyer, Kölner Stadtbaumeister und Kunstsammler
- 1795: Johns Hopkins, US-amerikanischer Geschäftsmann und Philanthrop
- 1798: Joseph Pröbstl, deutscher Orgelbauer

### 19. Jahrhundert

#### 1801–1850
- 1804: Robert Todd Lytle, US-amerikanischer Politiker
- 1806: Adolf Besemann, deutscher Maler
- 1806: Georges François Louis Jaquemot Schweizer Zeichenlehrer, Kupfer- und Stahlstecher
- 1807: Carl Duval, deutscher Schriftsteller, Maler und Lithograf
- 1807: Hermann Péan, deutscher Politiker
- 1808: Johann Grund, österreichisch-deutscher Historien-, Genre- und Porträtmaler
- 1810: Karl Moering, österreichischer Offizier, politischer Publizist und Abgeordneter der Frankfurter Nationalversammlung

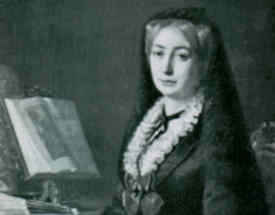
Charlotte Guest (* 1812)

- 1812: Charlotte Guest, britische Übersetzerin, Pädagogin und Unternehmerin
- 1814: Otto Möllinger, Schweizer Naturwissenschaftler, Erfinder und Unternehmer
- 1814: Heinrich Rieter, Schweizer Industrieller und Politiker
- 1815: Catherine Dickens, Schauspielerin, Sachbuchautorin und Frau des englischen Schriftstellers Charles Dickens
- 1819: Nikolai Wladimirowitsch Adlerberg, russischer Graf, Staatsrat, Hofkammerherr, Gouverneur von Taganrog, Simferopol und Verwalter von Finnland
- 1835: Heinrich Feiten, deutscher Weihbischof
- 1839ː Alice Mary Smith, englische Komponistin
- 1841: Adolf Ferdinand Weinhold, deutscher Chemiker und Physiker
- 1844: John Edwin Sandys, britischer klassischer Philologe
- 1849: Adrien Lachenal, Schweizer Politiker und Bundespräsident

#### 1851–1900

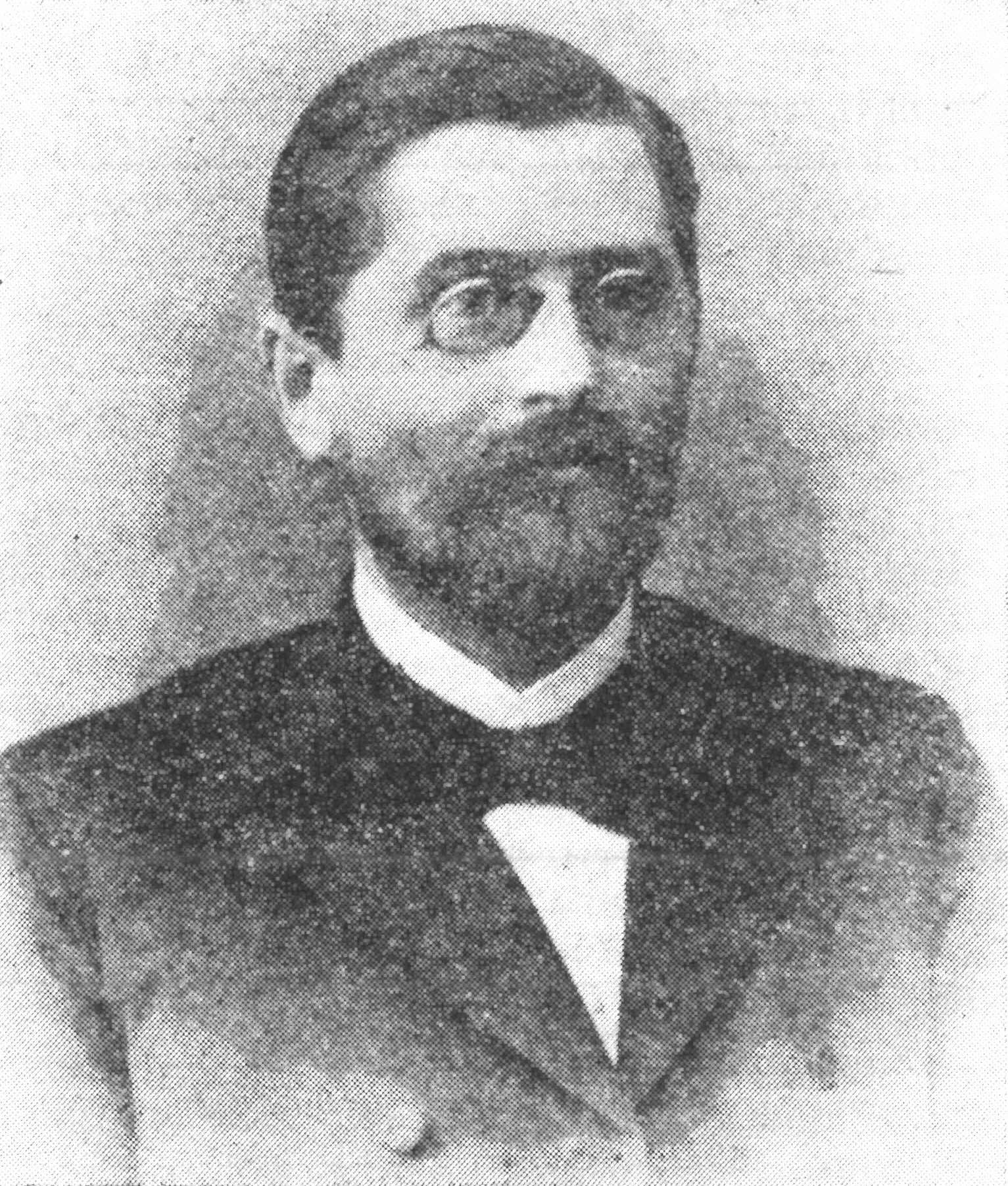
Karl Gander (* 1855)

- 1855: Karl Gander, deutscher Lehrer und Heimatforscher
- 1855: Sándor Bihari, ungarischer Maler
- 1857: John Jacob Abel, US-amerikanischer Biochemiker und Pharmakologe
- 1857: Clara von Rappard, Schweizer Malerin
- 1858: Roland Bonaparte, französischer Wissenschaftler, Anthropologe und Schriftsteller
- 1859: Stanislaw Eksner, russischer Pianist und Musikpädagoge
- 1859: Paul Staudinger, deutscher Forschungsreisender und Privatgelehrter
- 1860: Vittorio Emanuele Orlando, italienischer Politiker
- 1861: Nellie Melba, australische Sängerin (Sopran)
- 1862: João do Canto e Castro, portugiesischer Admiral und Staatspräsident
- 1864: Carl Ethan Akeley, US-amerikanischer Jäger, Taxidermist, Naturforscher, Professor, Künstler und Erfinder
- 1865: Flora Philip, schottische Mathematikerin
- 1866: Adalbert Hock, deutscher Maler
- 1867: Otto Appel, deutscher Phytomediziner
- 1868: Adolf Anderle, österreichischer Politiker
- 1868: Karl Bornhäuser, deutscher evangelischer Theologe
- 1869: Karl Adolph, österreichischer Schriftsteller
- 1870: Victor Beigel, englischer Pianist und Gesangspädagoge
- 1870: Paul Trommsdorff, deutscher Bibliothekar
- 1871: Max Mendel, deutscher Kaufmann und Konsumgenossenschafter, Senator im Hamburger Senat
- 1873: Federico Gerdes, peruanischer Komponist, Dirigent und Pianist
- 1874: John Esslemont, britischer Bahai
- 1874: Max Niedermann, Schweizer Altphilologe und Politiker
- 1876: Saint-Georges de Bouhélier, französischer Schriftsteller
- 1876ː Frieda Lehndorff, deutsche Schauspielerin bei Bühne und Film
- 1879: Nancy Astor, britische Politikerin
- 1879: Waldorf Astor, 2. Viscount Astor, britischer Politiker und Zeitungsverleger
- 1880: Max Clarenbach, deutscher Maler der Düsseldorfer Malerschule
- 1881: Mustafa Kemal Atatürk, Staatsgründer und erster Präsident der Republik Türkei (Datum nachträglich festgelegt)
- 1884: Arthur Meulemans, belgischer Komponist und Dirigent
- 1885: Paul Bildt, deutscher Schauspieler
- 1885: Bjørn Rasmussen, dänischer Fußballspieler
- 1890: Hans Ahrbeck, deutscher Erziehungswissenschaftler, Pädagoge und Hochschullehrer

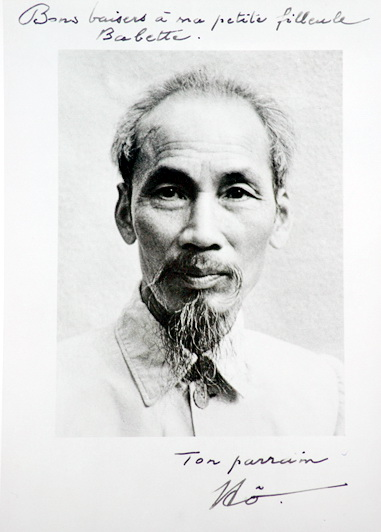
Hồ Chí Minh (* 1890)

- 1890: Hồ Chí Minh, kommunistischer Revolutionär und Präsident von Nordvietnam
- 1892: Christian Werner, deutscher Automobilrennfahrer
- 1893: Władysław Raczkowski, polnischer Dirigent, Chorleiter, Organist und Pianist
- 1894: Franz Mühlenberg, deutscher Politiker, MdL
- 1895: Albert Hay Malotte, US-amerikanischer Pianist, Organist, Komponist und Erzieher
- 1895: Jean Sachot, französischer Automobilrennfahrer
- 1896: Jorge Alessandri, chilenischer Politiker
- 1897: Waldemar Augustiny, deutscher Schriftsteller
- 1897: Herman Kruk, polnischer Bibliothekar
- 1897: Enrico Mainardi, italienischer Cellist, Komponist und Dirigent
- 1898: Julius Evola, italienischer Kulturphilosoph
- 1898: Anton Pawlowski, deutscher Politiker

### 20. Jahrhundert

#### 1901–1925
- 1901: Franz Ackerl, österreichischer Hochschulprofessor für Geodäsie und Fotogrammetrie

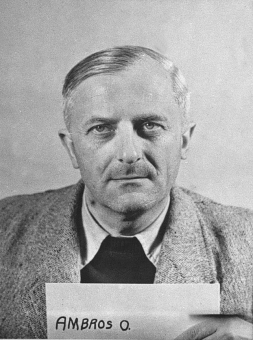
Otto Ambros (* 1901)

- 1901: Otto Ambros, deutscher Chemiker, verurteilter Kriegsverbrecher und Wehrwirtschaftsführer
- 1901: Dorothy Buffum Chandler, US-amerikanische Kunstmäzenin und Sammlerin
- 1901: Kenneth Preston, britischer Regattasegler
- 1901: Hans Soenius, deutscher Motorradrennfahrer
- 1905: Heinz Wohlleben, deutscher Politiker
- 1906: Edward F. Arn, US-amerikanischer Jurist und Politiker
- 1906: Gerd Bucerius, deutscher Verleger und Politiker
- 1906: August Seeling, deutscher Politiker
- 1907: Heinrich Eckstein, deutscher Politiker
- 1907: Rudi Knees, deutscher Motorradrennfahrer
- 1908: Rolf Dahlgrün, deutscher Politiker, MdB, Bundesminister
- 1909ː Charlotte Schlesinger, deutsch-jüdische Komponistin und Musikpädagogin, NS-Vertriebene
- 1908: Gianna Perea-Labia, italienische Sängerin (Sopran)
- 1909: Nicholas Winton, britischer Organisator des tschechischen Kindertransportes vor dem Zweiten Weltkrieg
- 1910: Nathuram Godse, indischer Mörder von Mahatma Gandhi
- 1912: Alice Franz, deutsche Schauspielerin und Synchronsprecherin
- 1912: Wilhelm Hofmeister, deutscher Designer
- 1913: Pierre Boncompagni, französischer Automobilrennfahrer

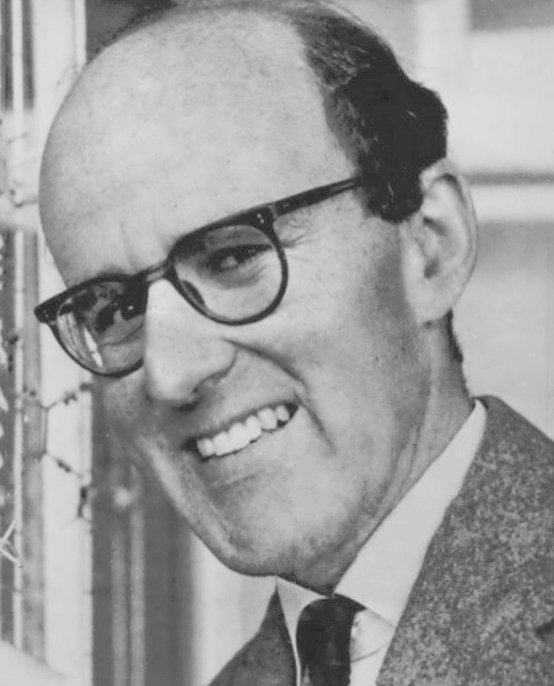
Max Ferdinand Perutz (* 1914)

- 1914: Max Ferdinand Perutz, britischer Chemiker, und Nobelpreisträger
- 1918: Clara Auteri Pepe, italienische Schauspielerin
- 1918: Johnny Hicks, US-amerikanischer Country-Musiker und Moderator
- 1918: Abraham Pais, niederländischer Physiker
- 1919: Georgie Auld, US-amerikanischer Jazz-Tenorsaxophonist, Klarinettist und Bandleader
- 1920: Vreni Kneubühl, Schweizer Solojodlerin
- 1921: Martha Carson, US-amerikanische Country-Gospel-Musikerin
- 1921: Daniel Gélin, französischer Schauspieler
- 1922: Herbert Burdenski, deutscher Fußballspieler
- 1922: Heinrich Krefeld, deutscher Klassischer Philologe, Fachdidaktiker und Gymnasialdirektor
- 1923: Georgi Arkadjewitsch Arbatow, sowjetisch-russischer Politologe
- 1923: André Kaminski, Schweizer Schriftsteller
- 1925ː Mary Virginia Carey, US-amerikanische Schriftstellerin
- 1925: Ib Eisner, dänischer Künstler

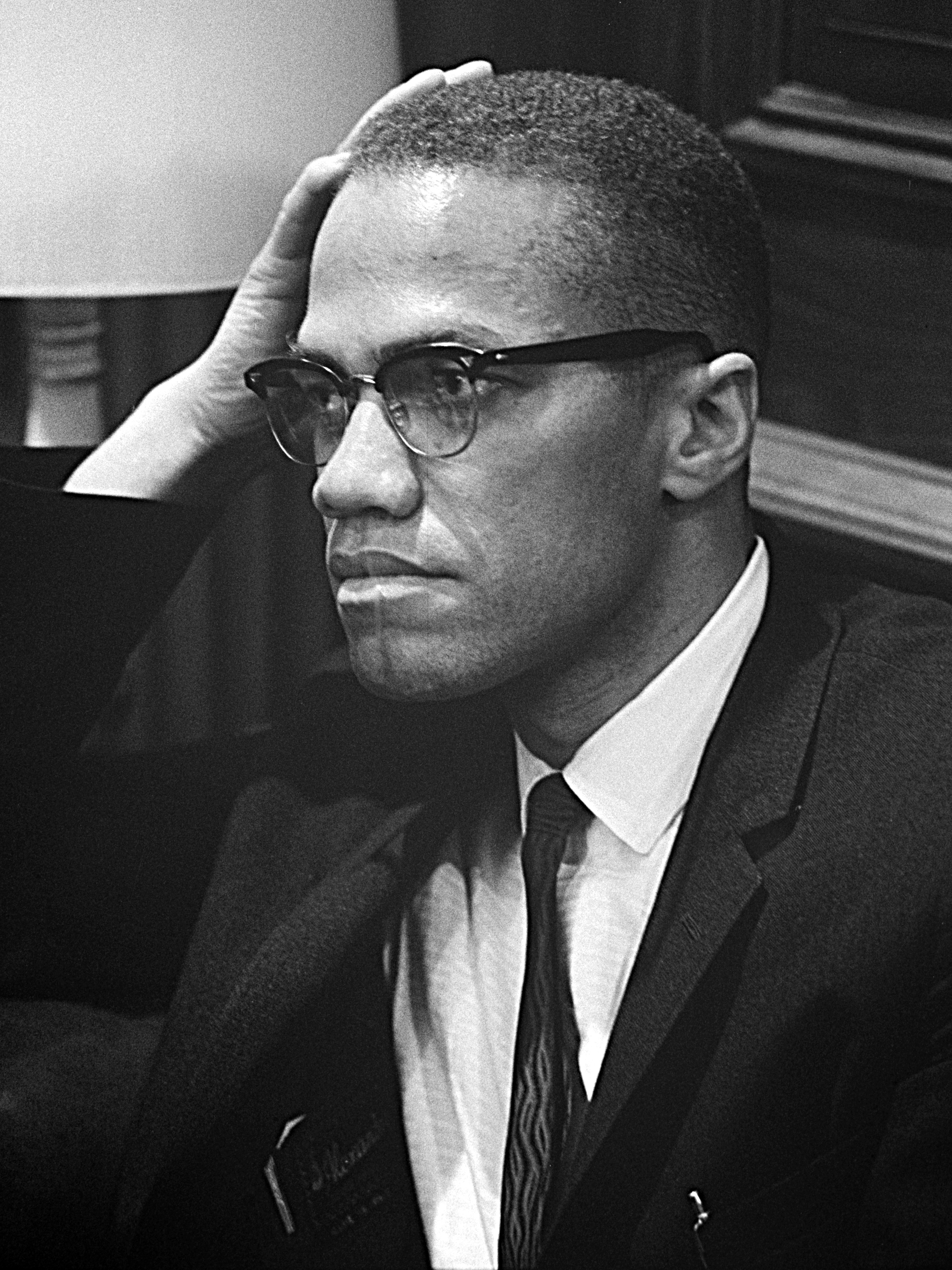
Malcolm X (* 1925)

- 1925: Malcolm X, US-amerikanischer Bürgerrechtler

#### 1926–1950
- 1926: Mark Andrews, US-amerikanischer Politiker, Mitglied des Repräsentantenhauses, Senator
- 1926: Eve Brenner, US-amerikanische Schauspielerin und Sängerin
- 1926: Peter Zadek, deutscher Regisseur
- 1927: Wolfram Heicking, deutscher Komponist, Musikwissenschaftler und Hochschullehrer
- 1927: Serge Lang, US-amerikanischer Mathematiker
- 1927: Varkey Vithayathil, indischer Kardinal; Großerzbischof von Ernakulam-Angamaly

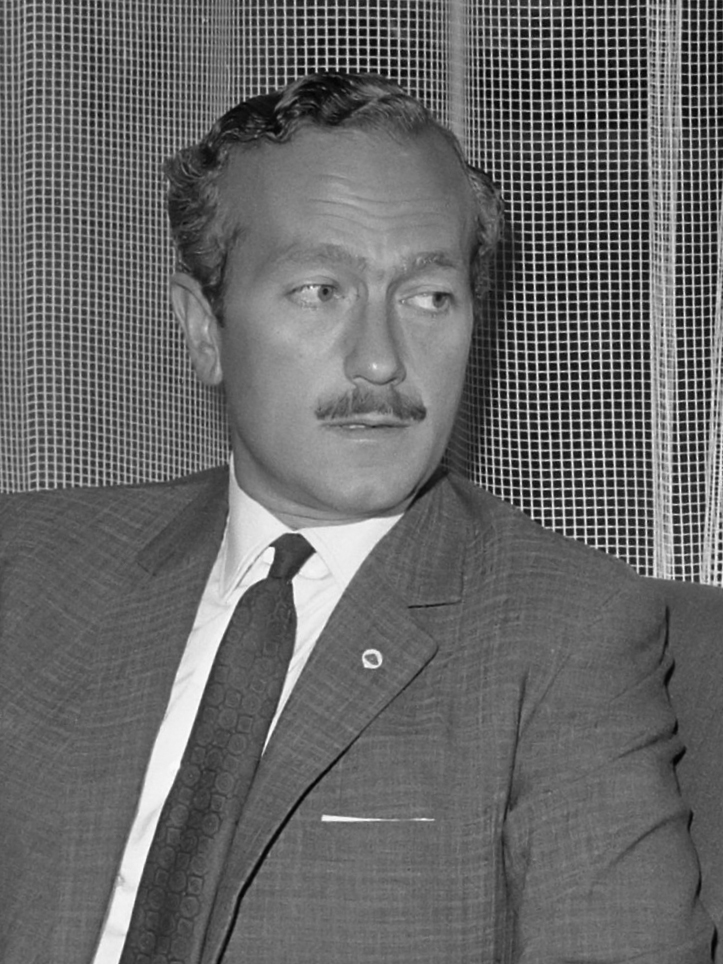
Colin Chapman (* 1928)

- 1928: Colin Chapman, britischer Rennwagen-Konstrukteur
- 1928: Pol Pot, kambodschanischer Staatsführer
- 1929: Dagmar Lieblová, tschechische Germanistin, Übersetzerin und Holocaustüberlebende
- 1930: Lorraine Hansberry, US-amerikanische Dramatikerin und Bürgerrechtsaktivistin
- 1931: Bob Anderson, britischer Motorrad- und Automobilrennfahrer
- 1931: Alfred Schmidt, deutscher Philosoph
- 1931: Margareta Strömstedt, schwedische Schriftstellerin, Journalistin und Übersetzerin
- 1932: Claude Blanchard, kanadischer Schauspieler und Sänger
- 1932: Alma Cogan, englische Schlagersängerin
- 1933: Antón García Abril, spanischer Komponist und Musikpädagoge
- 1934: Norma G. Hernandez, US-amerikanische Mathematikerin
- 1934: Eckhard Klewin, deutscher Brigadegeneral
- 1935: Fritz Rudolf Fries, deutscher Schriftsteller und Übersetzer
- 1935: Cecil McBee, US-amerikanischer Jazz-Bassist
- 1936: Walter Salzmann, Schweizer Eishockeyspieler
- 1937: Sylvia Rickard, kanadische Komponistin
- 1938: Moisés da Costa Amaral, osttimoresischer Politiker
- 1938: Herbie Flowers, britischer Rockmusiker
- 1939: Mariano Agate, italienischer Krimineller
- 1939: Livio Berruti, italienischer Leichtathlet, Olympiasieger

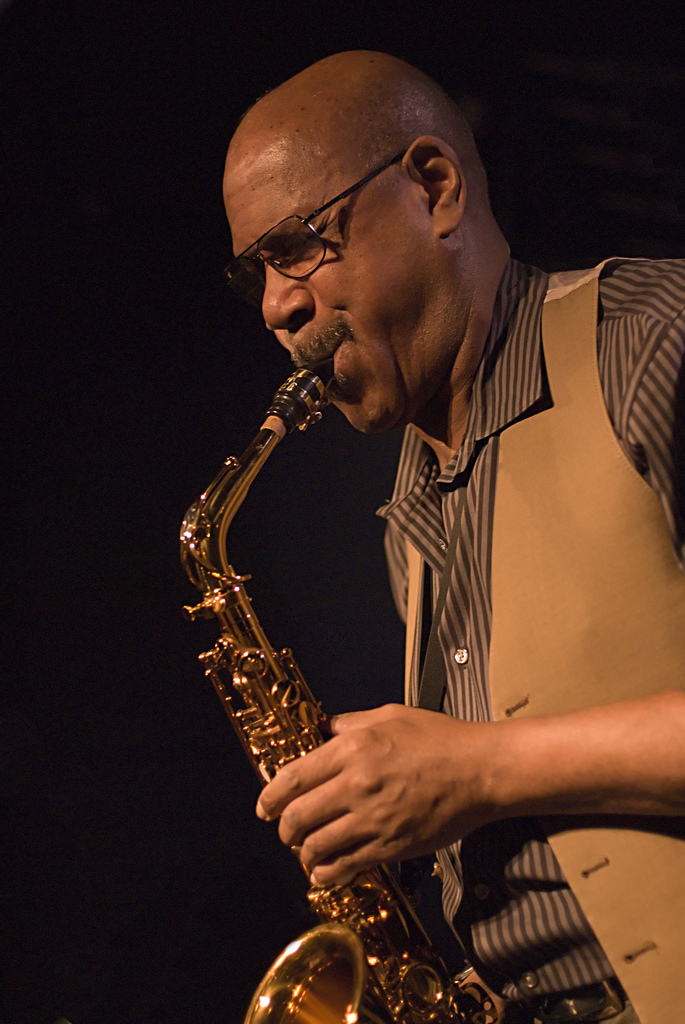
Sonny Fortune (* 1939)

- 1939: Sonny Fortune, US-amerikanischer Jazzmusiker
- 1939: James Fox, britischer Schauspieler
- 1939: Willi Kauhsen, deutscher Automobilrennfahrer und Rennstallbesitzer
- 1939: Tomasz Sikorski, polnischer Komponist
- 1940: Jan Janssen, niederländischer Radrennfahrer
- 1940: Frank Lorenzo, US-amerikanischer Manager
- 1941: Heinz Oberhummer, österreichischer Physiker
- 1941: Gunda Schneider-Flume, deutsche evangelische Theologin
- 1942: Alexandra, deutsche Sängerin
- 1942: Kornelia Boje, deutsche Schauspielerin, Autorin, Synchron- und Hörspielsprecherin sowie Synchronregisseurin
- 1942: Lourdes J. Cruz, philippinische Biochemikerin
- 1942: Dieter Enderlein, deutscher Leichtathlet
- 1942: Hans-Jürgen Ewers, deutscher Volkswirt, Präsident der TU Berlin
- 1943: Rafael Rodríguez Díaz, salvadorianischer Lyriker, Essayist, Literaturkritiker und Hochschullehrer
- 1943: John Mills-Cockell, kanadischer Komponist

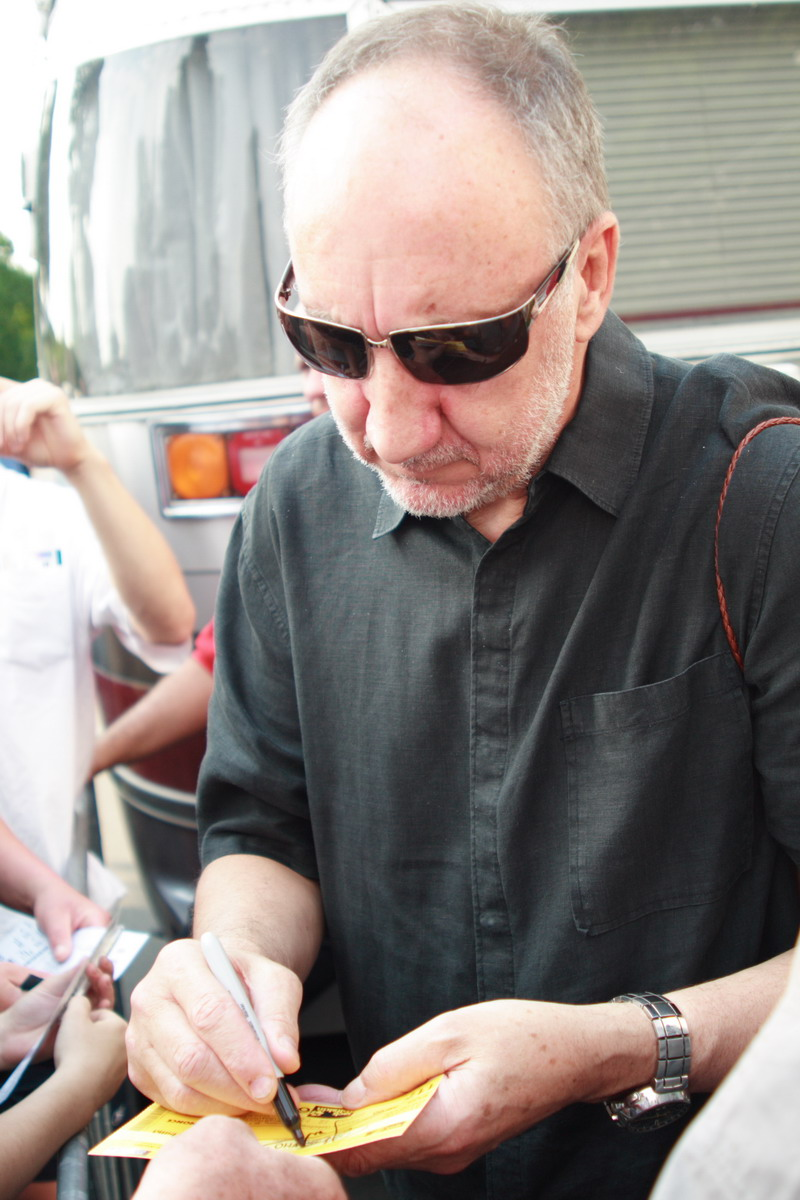
Pete Townshend (* 1945)

- 1945: Pete Townshend, britischer Musiker
- 1946: Michele Placido, italienischer Regisseur und Schauspieler
- 1947: David Helfgott, australischer Pianist
- 1947: Zdeněk Juračka, tschechischer Gitarrist
- 1947: Barbara Schöne, deutsche Schauspielerin
- 1948: Grace Jones, jamaikanische Schauspielerin und Sängerin
- 1948: Tom Scott, US-amerikanischer Musiker
- 1949: Uwe Braunschweig, deutscher Handballspieler
- 1949: Aschraf Ghani, afghanischer Staatspräsident
- 1949: Dusty Hill, US-amerikanischer Bluesrockmusiker
- 1949: Stephen Varcoe, englischer Sänger
- 1950: Obisia Nwankpa, nigerianischer Boxer
- 1950: Austin Stevens, südafrikanischer Abenteurer und Dokumentarfilmer

#### 1951–1975
- 1951: Axel Berg, deutscher Botschafter
- 1951: Karl Brunner, italienischer Rennrodler
- 1951: Victoria Chaplin, US-amerikanische Schauspielerin
- 1951: Joey Ramone, US-amerikanischer Sänger
- 1951: Gaby Zipfel, deutsche Sozialwissenschaftlerin
- 1952: Cristóbal López Romero, spanischer Priester, Erzbischof von Rabat, Kardinal

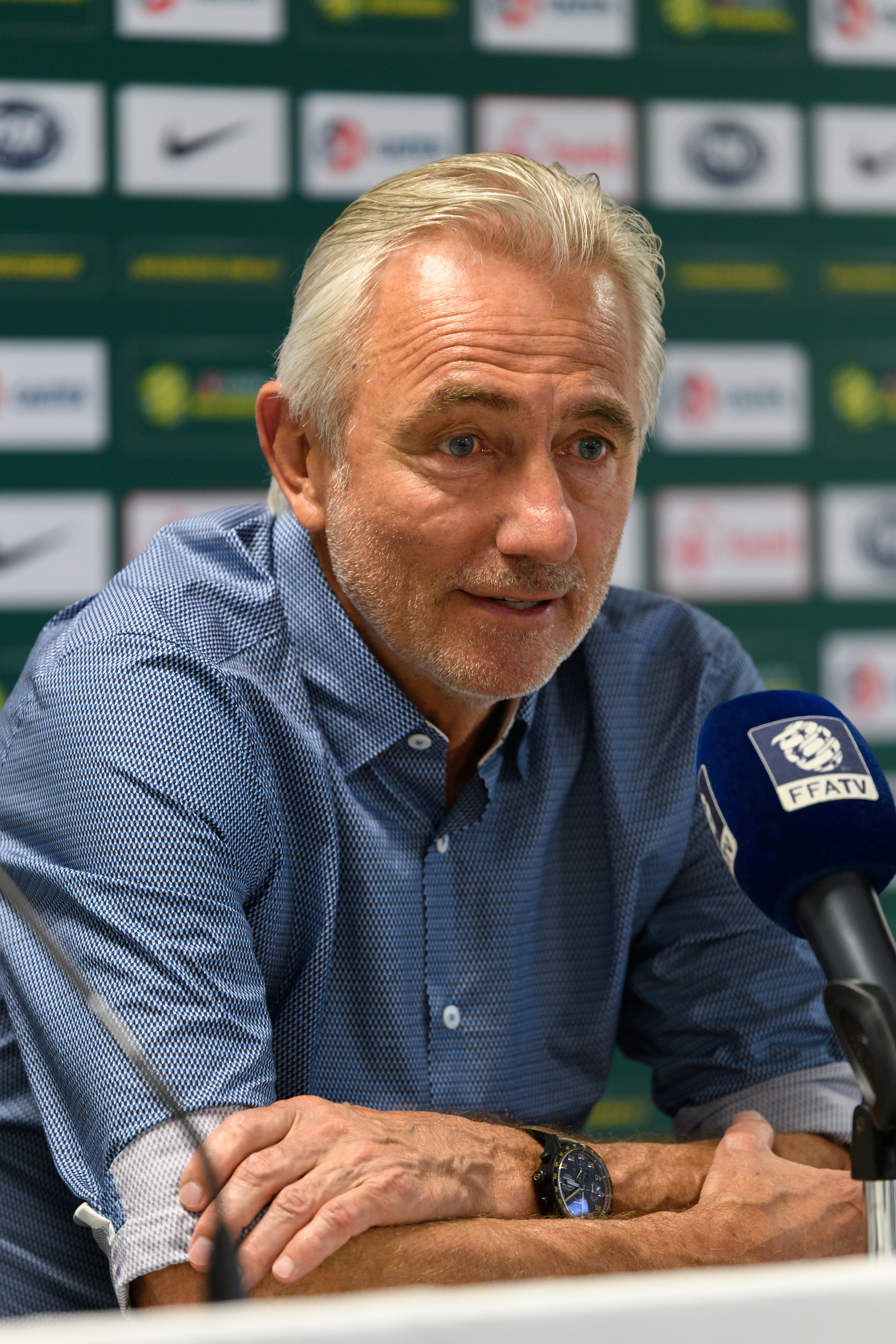
Bert van Marwijk (* 1952)

- 1952: Bert van Marwijk, niederländischer Fußballspieler und -trainer
- 1953: Scharwasch Karapetjan, armenischer Flossenschwimmer und Lebensretter
- 1953: Alain Iannetta, französischer Automobilrennfahrer
- 1954: Wolfgang Maderthaner, österreichischer Historiker
- 1954: Phil Rudd, australischer Musiker
- 1955: James Gosling, kanadischer Informatiker, einer der Schöpfer der Programmiersprache Java
- 1955: Werner Kuhn, deutscher Politiker
- 1955: Zehava Shmueli, israelische Leichtathletin
- 1956: Martyn Ware, britischer Musiker
- 1957: Rolf Dörig, Schweizer Manager
- 1957: Danuta Jazłowiecka, polnische Politikerin
- 1957: Bill Laimbeer, US-amerikanischer Basketballspieler
- 1958: István Bubik, ungarischer Schauspieler
- 1959: Elisabeth Dörler, österreichische Theologin, Mitglied eines katholischen Säkularinstitutes
- 1960: Alex Jacobowitz, US-amerikanischer Xylophonspieler
- 1960: Yazz, britische Popmusikerin

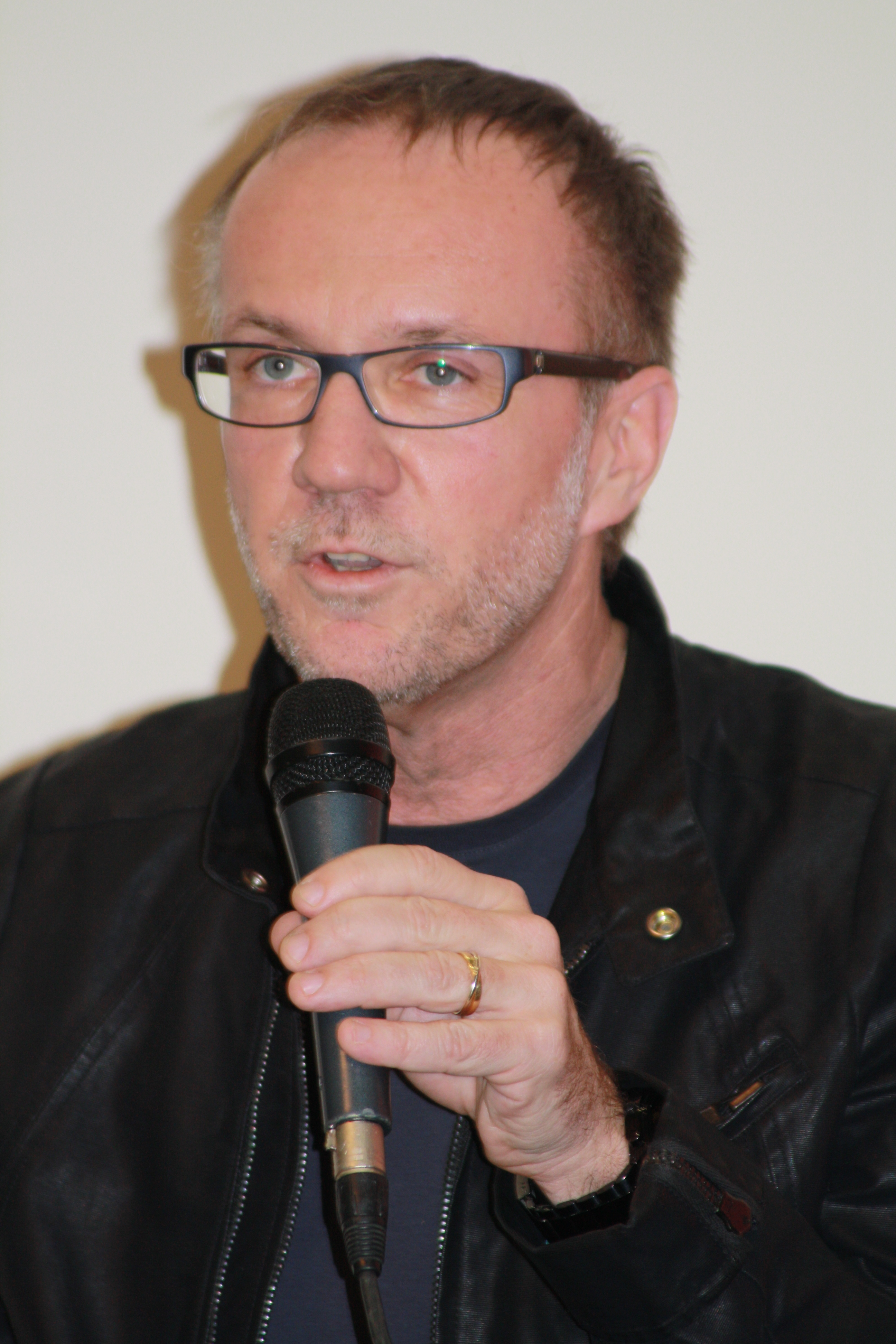
Daniel Glattauer (* 1960)

- 1960: Daniel Glattauer, österreichischer Schriftsteller
- 1961: Andrzej Andrzejewski, polnischer Brigadegeneral
- 1961: Firdaus Kabirow, russischer Marathonrallyefahrer
- 1962: Uli Borowka, deutscher Fußballspieler
- 1962: Helmut Riegger, deutscher Diplom-Verwaltungswirt und Politiker
- 1962: Boz Boorer, britischer Musiker
- 1963: Gottfried Angerer, österreichischer Bassgitarrist, Musikpädagoge und Systemanalytiker
- 1964: Beibit Atamqulow, kasachischer Politiker
- 1964: Miloslav Mečíř, slowakischer Tennisspieler
- 1964: Gitanas Nausėda, litauischer Ökonom, Politiker und Professor
- 1964: Ralf Nolten, deutscher Politiker und Agraringenieur
- 1964: Timo Parvela, finnischer Schriftsteller
- 1964: Sean Whalen, US-amerikanischer Schauspieler
- 1965: Fredy Bickel, Schweizer Fussballmanager
- 1966: Felix Otto, deutscher Mathematiker
- 1966: Polly Walker, britische Schauspielerin
- 1967: Dani Fohrler, Schweizer Fernseh- und Radiomoderator
- 1968: Theo de Raadt, kanadischer Programmierer

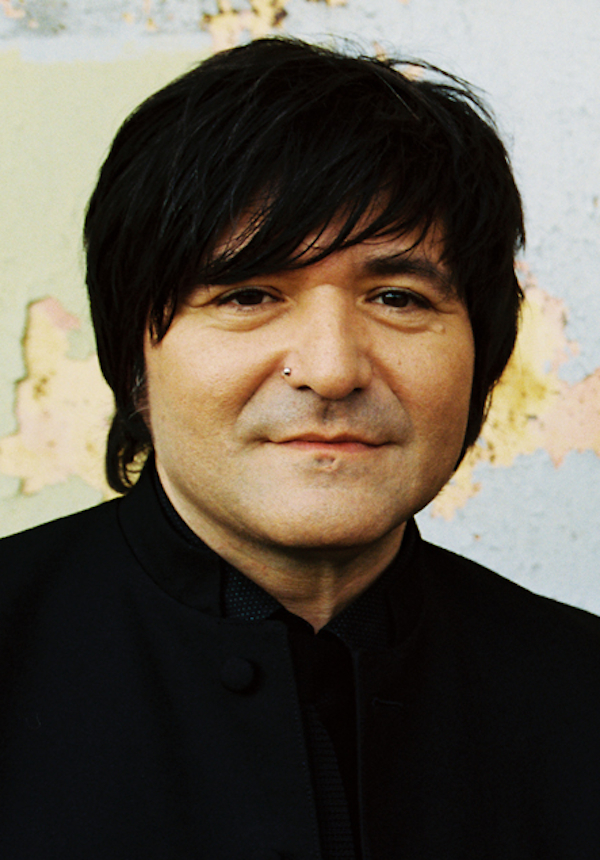
Rodrigo González (* 1968)

- 1968: Rodrigo González, chilenisch-deutscher Musiker
- 1968: Franziska Rubin, deutsche Fernsehmoderatorin, Medizinjournalistin, Ärztin und Buchautorin
- 1969: Dan Lee, kanadischer Trickfilmzeichner
- 1969: Thomas Vinterberg, dänischer Filmregisseur
- 1970: Vidar Busk, norwegischer Blues-Gitarrist
- 1970: Choi Kyung-ju, südkoreanischer Golfer
- 1971: Uwem Akpan, nigerianischer Schriftsteller und Priester
- 1972: Rohan Marley, jamaikanischer Schlagzeuger
- 1972: Jenny Berggren, schwedische Sängerin
- 1973: Dario Franchitti, britischer Rennfahrer
- 1975: Masanobu Andō, japanischer Schauspieler und Regisseur
- 1975: Adnan Masić, bosnisch-deutscher Fußballspieler
- 1975: Andreas Reize, Schweizer Dirigent
- 1975: Tobias Skerka, deutscher Handballspieler

#### 1976–2000
- 1976: TeeBee, norwegischer Produzent und DJ

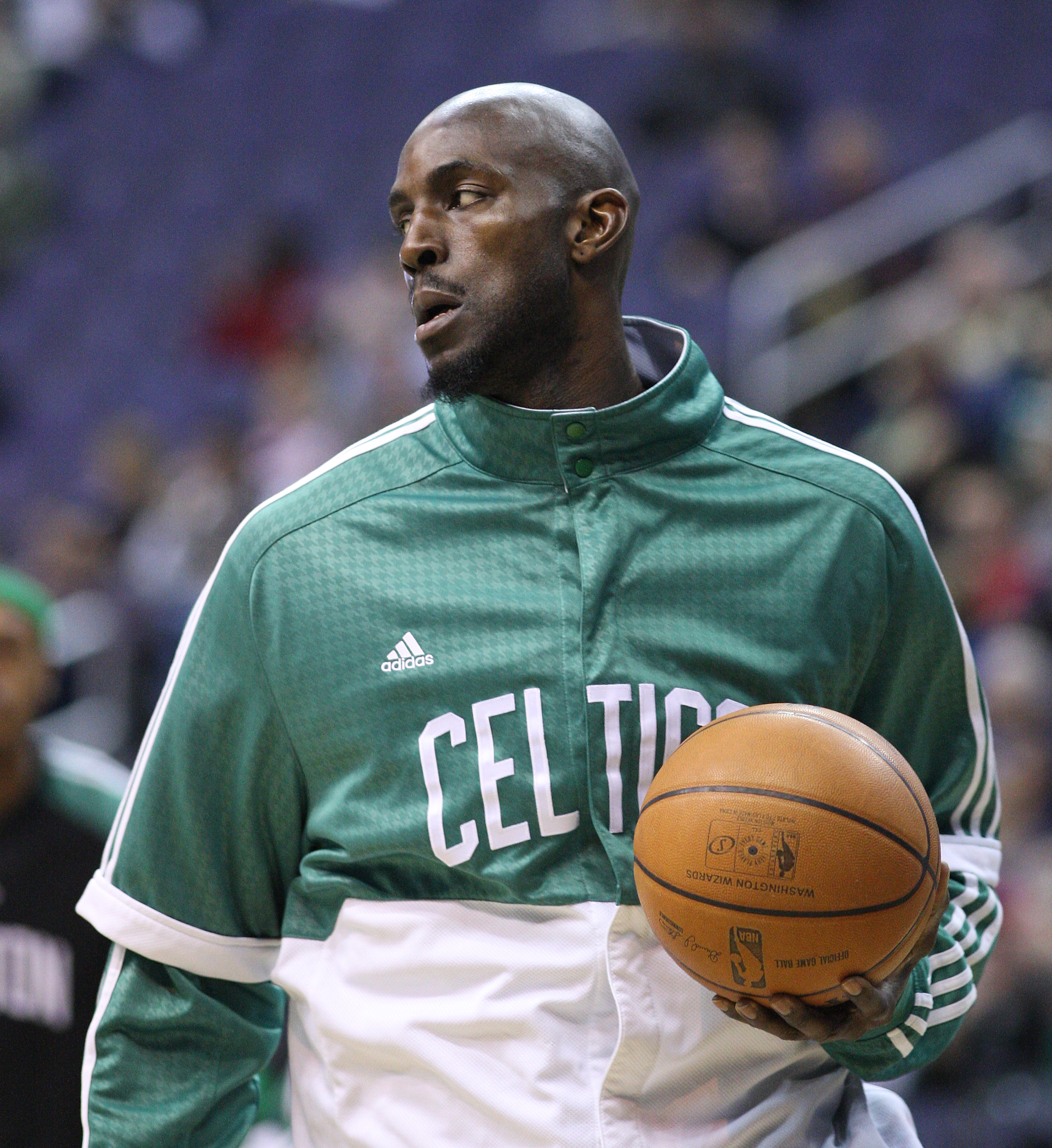
Kevin Garnett (* 1976)

- 1976: Kevin Garnett, US-amerikanischer Basketballspieler
- 1976: Thilo Schmidt, deutscher Hörfunk-Autor und Journalist
- 1976: Åsa Westlund, schwedische Politikerin
- 1977: Ronny Amm, deutscher Rallye-Rennfahrer
- 1977: Katarina Breznik, slowenische Skirennfahrerin
- 1977: Natalia Oreiro, uruguayische Sängerin und Schauspielerin
- 1978: Koray Avcı, türkischer Fußballspieler
- 1978: Markus Diekhoff, deutscher Politiker
- 1979: Denis Michailowitsch Archipow, russischer Eishockeyspieler
- 1979: Diego Forlán, uruguayischer Fußballspieler

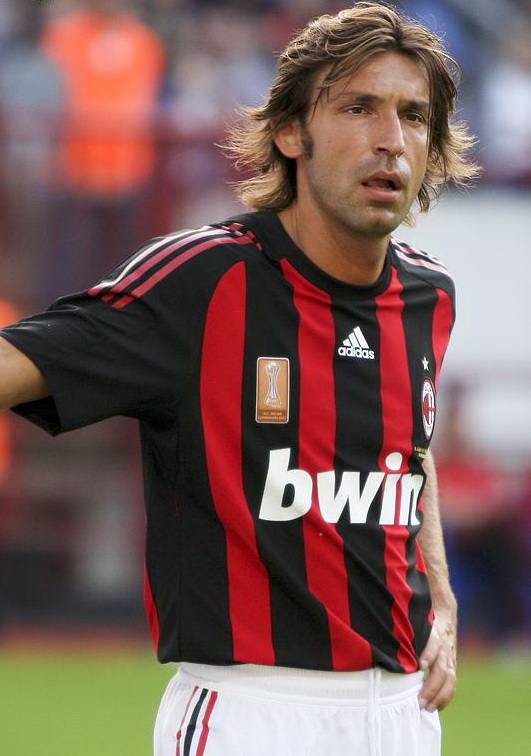
Andrea Pirlo (* 1979)

- 1979: Andrea Pirlo, italienischer Fußballspieler und -trainer
- 1979: Shooter Jennings, US-amerikanischer Country-Sänger
- 1980: Drew Fuller, US-amerikanischer Schauspieler
- 1980: Dean Heffernan, australischer Fußballspieler
- 1980: Moeneeb Josephs, südafrikanischer Fußballspieler
- 1981: Luciano Figueroa, argentinischer Fußballspieler
- 1981: Sina Schielke, deutsche Leichtathletin
- 1981: Felix Zwayer, deutscher Fußballschiedsrichter
- 1981: Onkel Zwieback, deutscher Rapper und Musikproduzent
- 1982: Thomas Dietz, deutscher Jongleur
- 1982: Hiroki Yamada, japanischer Skispringer
- 1983: Sjarhej Asarau, belarussischer Schachmeister
- 1983: Eve Angel, ungarische Pornodarstellerin und Modell
- 1983: Thomas Meyer, deutscher Politikwissenschaftler
- 1983: José Luis Munuera Montero, spanischer Fußballschiedsrichter
- 1983: Christoph Ullmann, deutscher Eishockeyspieler
- 1984: Jesús Dátolo, argentinischer Fußballspieler
- 1984: Manuela Gostner, italienische Automobilrennfahrerin
- 1984: Judith Park, deutsch-koreanische Mangazeichnerin
- 1985: Aleister Black, niederländischer Wrestler
- 1985: David Roth, Schweizer Politiker
- 1986: Alessandro De Marchi, italienischer Radrennfahrer
- 1986: Eric Lloyd, US-amerikanischer Schauspieler
- 1987: Waldemar Sobota, polnischer Fußballspieler
- 1987: Jayne Wisener, britische Schauspielerin und Sängerin
- 1988: Reda El Amrani, marokkanischer Tennisspieler
- 1989: Erline Nolte, deutsche Bobfahrerin
- 1990: Thorsten Schick, österreichischer Fußballspieler
- 1990: Stefán Rafn Sigurmannsson, isländischer Handballspieler

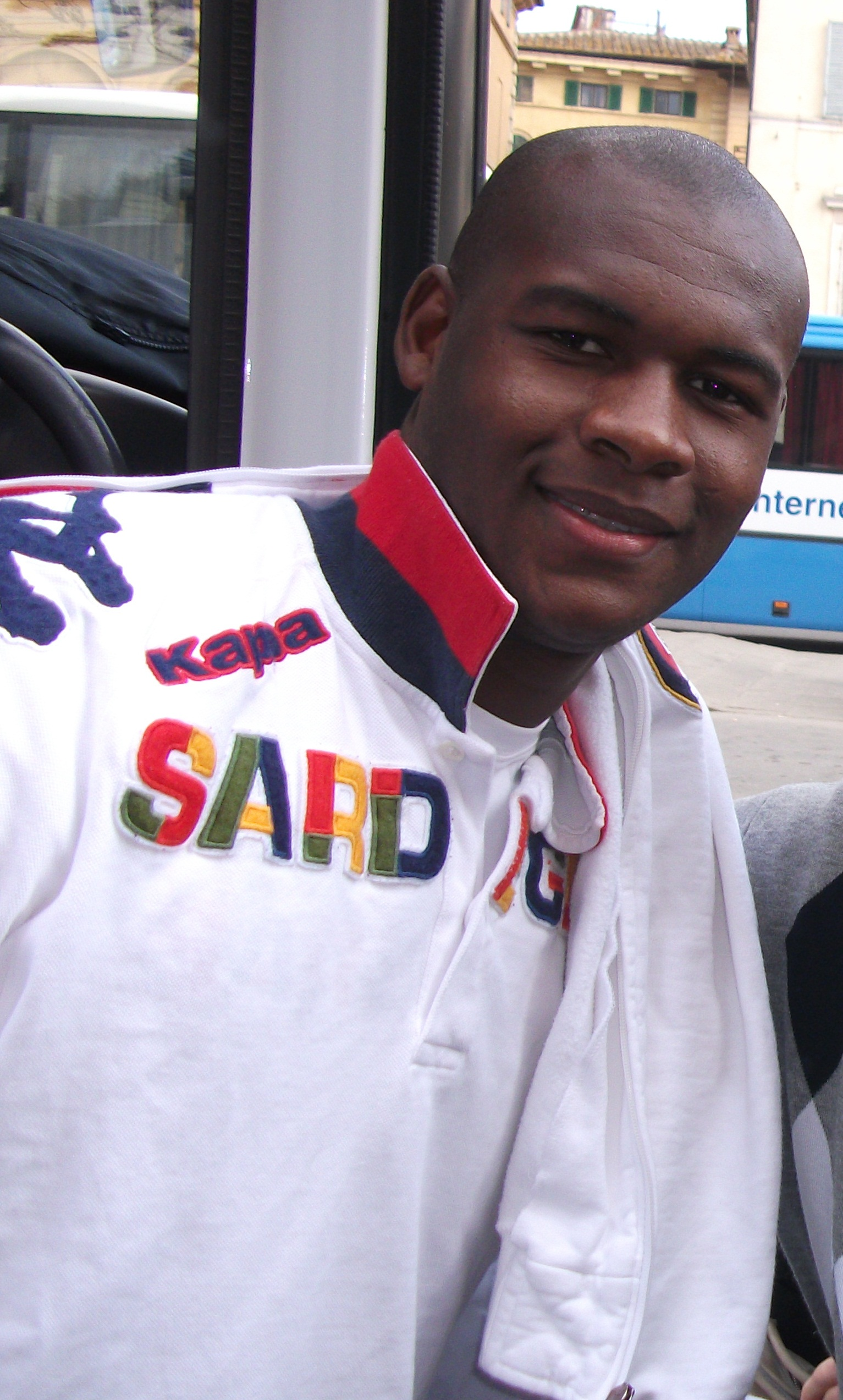
Víctor Ibarbo (* 1990)

- 1990: Víctor Ibarbo, kolumbianischer Fußballspieler
- 1991: Tamás Pál Kiss, ungarischer Rennfahrer
- 1991: Savannah Marshall, englische Boxerin
- 1991: Jason Quigley, irischer Boxer
- 1992: Martin Harrer, österreichischer Fußballspieler
- 1992: Ola John, niederländischer Fußballspieler
- 1992: Jewgeni Jewgenjewitsch Kusnezow, russischer Eishockeyspieler
- 1992: Sam Smith, britischer Singer-Songwriter
- 1992: Eleanor Tomlinson, britische Schauspielerin
- 1992: Heather Watson, britische Tennisspielerin
- 1992: Lainey Wilson, US-amerikanische Sängerin
- 1993: Tess Lieder, niederländische Handballspielerin
- 1994: María Xiao, portugiesisch-spanische Tischtennisspielerin
- 1995: Trent Sieg, US-amerikanischer American-Football-Spieler
- 1996: Pelle Clement, niederländischer Fußballspieler
- 1996: Luca Waldschmidt, deutscher Fußballspieler
- 1997: Leon Jensen, deutscher Fußballspieler
- 1997: Omah Lay, nigerianischer Sänger
- 1998: Béla Can Leon, deutsch-türkischer Schauspieler
- 1999: Kaja Norbye, norwegische Skirennläuferin

### 21. Jahrhundert
- 2001: Selina Freitag, deutsche Skispringerin
- 2002: Riccardo Calafiori, italienischer Fußballspieler

## Gestorben

### Vor dem 16. Jahrhundert
- 0804: Alkuin, Gelehrter und Berater Karls des Großen
- 0920: Stephan von Tongern, Bischof von Lüttich
- 0956: Ruotbert, Erzbischof von Trier

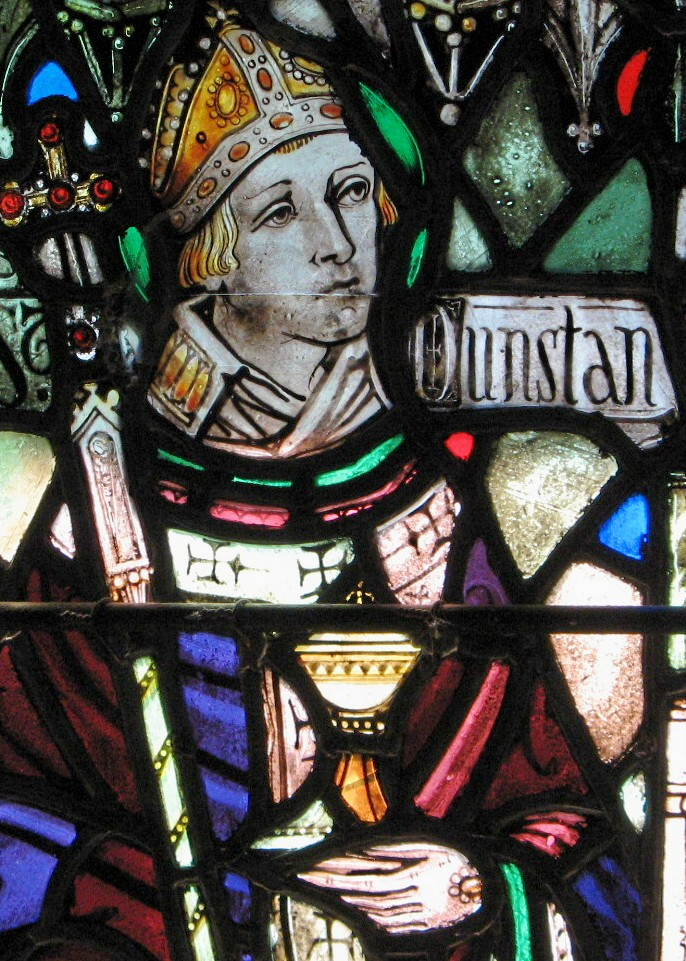
Dunstan von Canterbury († 988)

- 0988: Dunstan, Erzbischof von Canterbury
- 1102: Stephan II. Heinrich, Graf von Blois
- 1106: Gottfried IV., Erbgraf von Anjou
- 1125: Wladimir Wsewolodowitsch Monomach, Kiewer Großfürst
- 1132: Konrad I. von Raitenbuch, Bischof von Regensburg
- 1156: Heinrich I., Bischof von Minden
- 1162: Friedrich II. von Sommerschenburg, Pfalzgraf von Sachsen
- 1205: Fujiwara no Takanobu, japanischer Maler
- 1218: Otto IV., König und Kaiser des Heiligen Römischen Reiches deutscher Nation
- 1257: Walter of Suffield, Bischof von Norwich
- 1265: Guichard V., Herr von Beaujeu und Connétable von Frankreich
- 1296: Coelestin V., Papst, Heiliger

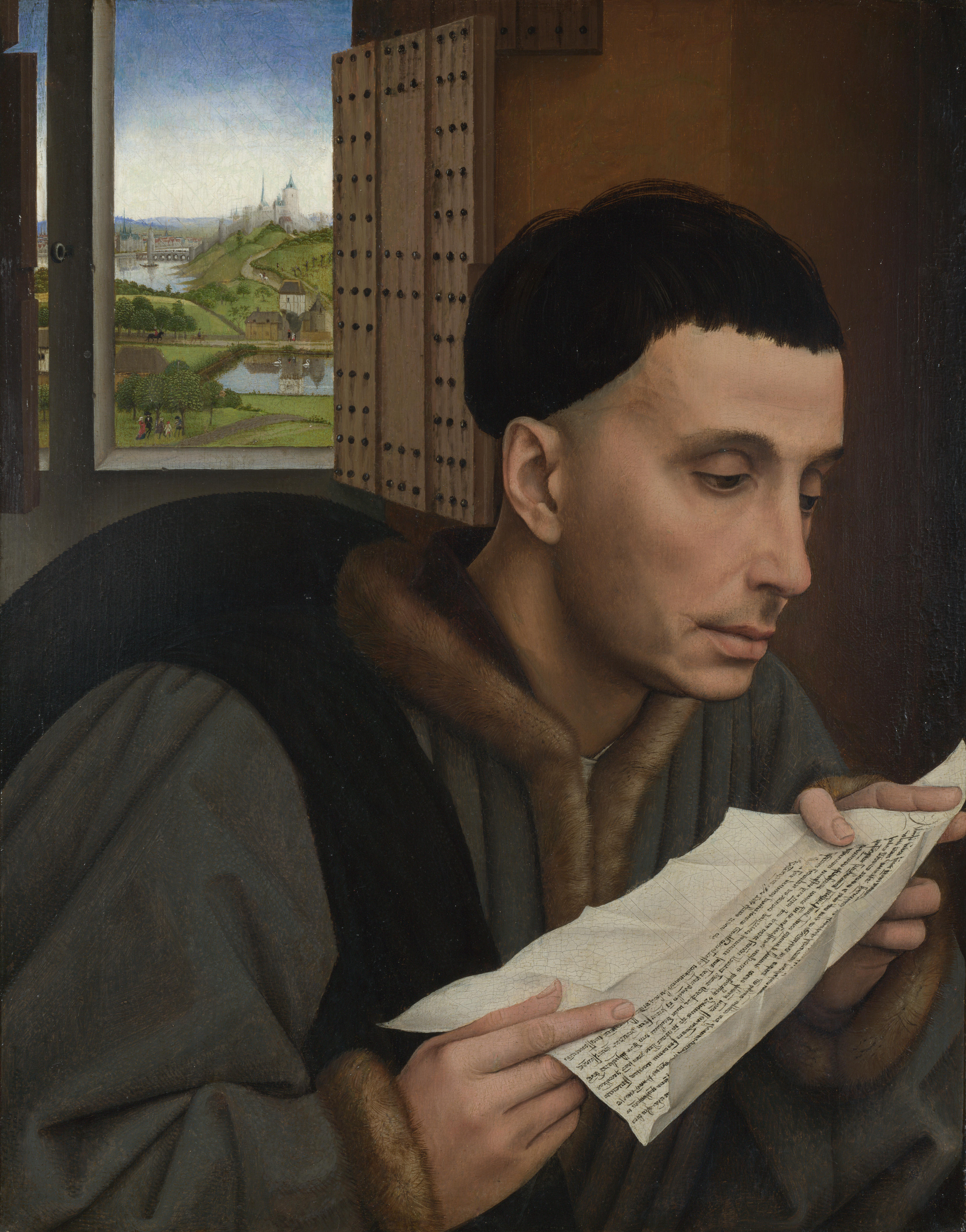
Ivo Hélory († 1303)

- 1303: Ivo Hélory, bretonischer Theologe, Rechtsgelehrter und Anwalt
- 1309: Augustinus Novellus, Kanzler des Königs Manfred von Sizilien
- 1316: Lüthold II. von Rötteln, Dompropst und Elekt im Bistum Basel
- 1319: Ludwig von Frankreich, Graf von Évreux
- 1332: Friedrich IV., Burggraf von Nürnberg
- 1342: Albert II. von Sachsen-Wittenberg, Fürstbischof des Bistums Passau
- 1352: Elisabeth von Habsburg, Herzogin von Lothringen
- 1366: Friedrich II. von Truhendingen, Fürstbischof von Bamberg
- 1389: Dmitri Donskoi, Großfürst von Moskau
- 1396: Johann I., König von Aragón
- 1421: Albrecht von Wertheim, Fürstbischof des Hochstiftes Bamberg
- 1454: Johannes XIII. Haes, Bischof von Olmütz
- 1454: Jean de Lastic, Großmeister des Johanniterordens auf Rhodos
- 1480: Laurence Booth, Erzbischof von York, Fürstbischof von Durham und englischer Lordkanzler
- 1480: Jan Długosz, polnischer Diplomat, Historiker und Geograph

### 16. und 17. Jahrhundert
- 1526: Go-Kashiwabara, 104. Kaiser von Japan
- 1531: Jan Łaski, polnischer Adeliger, Politiker und Erzbischof
- 1532: Joachim Slüter, niederdeutscher Reformator

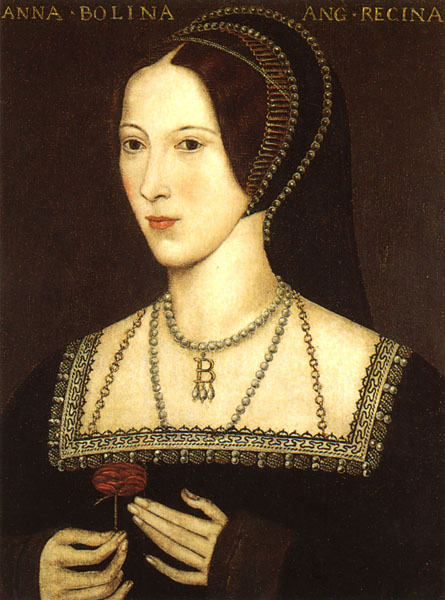
Anne Boleyn († 1536)

- 1536: Anne Boleyn, Gemahlin von Heinrich VIII., Königin von England
- 1542: Abdussamed Diyarbekri, osmanischer Historiker und Übersetzer
- 1554: Heinrich IV. von Plauen, Oberstkanzler von Böhmen, Burggraf von Meißen, Herr von Plauen, Gera, Greiz, Schleiz und Lobenstein
- 1560: Ortolph Fomann der Ältere, deutscher Philosoph und Rechtswissenschaftler
- 1567: Daniel Mauch, deutscher Jurist und Wormser Domherr
- 1587: Georg Eder, österreichischer Jurist und Historiker
- 1609: Jacob Lorhard, deutscher Pädagoge und Philosoph, Begründer der Ontologie
- 1620: Johann Sötefleisch der Ältere, deutscher lutherischer Theologe
- 1627: Katharina Henot, Kölner Patrizierin und Postmeisterin, Opfer der Kölner Hexenverfolgungen
- 1633: Georg Wolmar von Fahrensbach, polnischer Gouverneur von Livland und Offizier im Dreißigjährigen Krieg
- 1634: Ortolph Fomann der Ältere, deutscher Philosoph und Rechtswissenschaftler
- 1637: Isaac Beeckman, niederländischer Philosoph und Wissenschaftler
- 1640: Karl Johann Franz von Bayern, Prinz von Bayern
- 1647: Sebastian Vrancx, flämischer Maler
- 1648: Stefan Potocki, polnischer Heerführer
- 1653: Elisabeth Lukretia, Herzogin von Teschen
- 1653: Carel Reyniersz, Generalgouverneur von Niederländisch-Indien
- 1664: Élisabeth de Bourbon-Vendôme, Herzogin von Nemours
- 1675: António Luís de Meneses, 1. Marquês de Marialva, portugiesischer Feldherr
- 1692: Elias Ashmole, englischer Wissenschaftler, Rechtsanwalt, Alchemist und Historiker

### 18. Jahrhundert
- 1701: Johann Baal, deutscher Komponist
- 1706: Simon Rettenpacher, österreichischer lateinischsprachiger Dramatiker, Lyriker und Chronist
- 1718: Juan Andrés de Ustariz de Vertizberea, spanischer Kaufmann und Gouverneur von Chile
- 1734: Georg Abraham von Arnim, preußischer Generalfeldmarschall
- 1741: Valentin Ulrich Grotian, ostfriesischer Orgelbauer

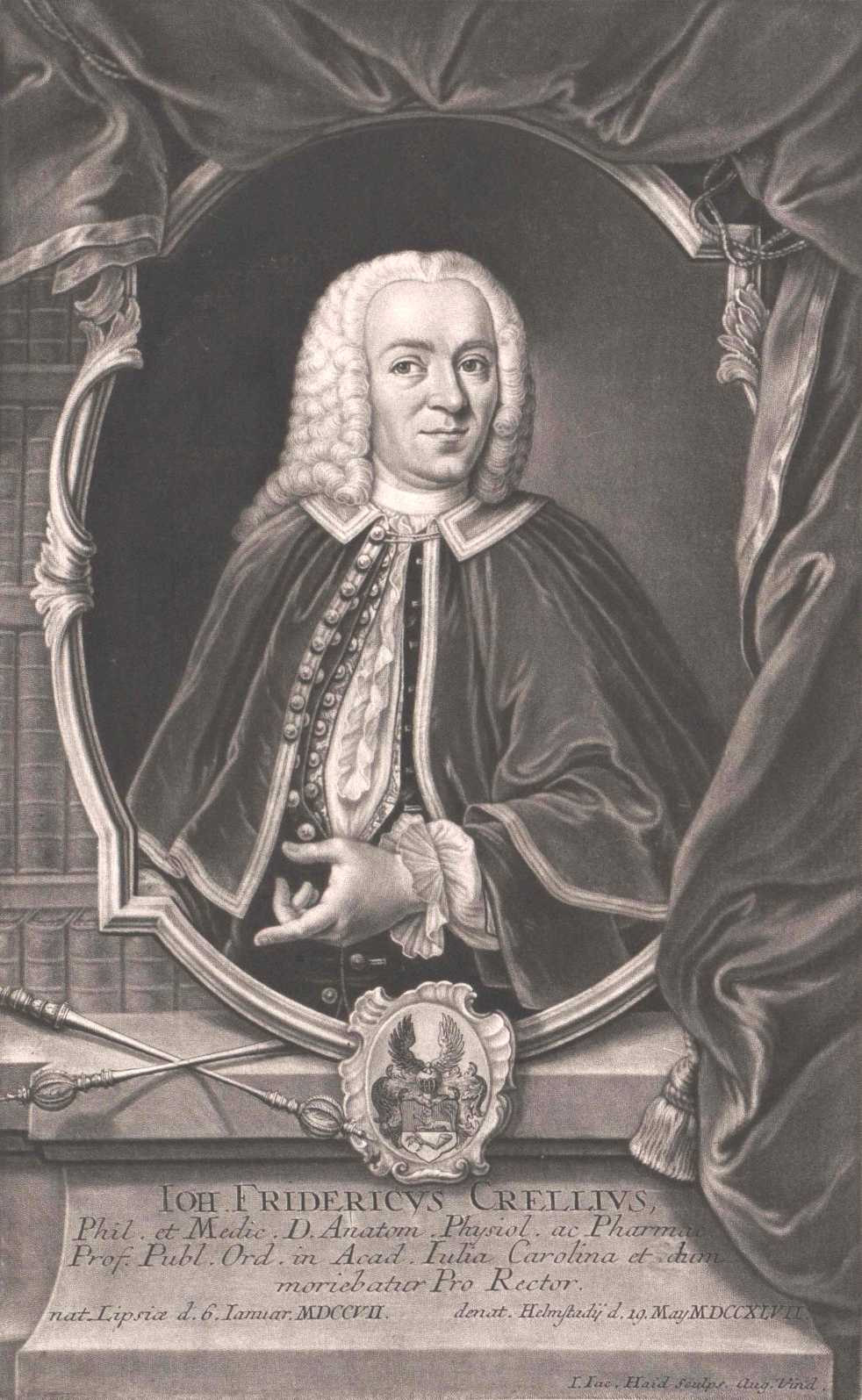
Johann Friedrich Crell († 1747)

- 1747: Johann Friedrich Crell, deutscher Anatom und Physiologe
- 1751: Józef Potocki, polnisches Mitglied der Szlachta und Großhetman der polnischen Krone
- 1752: Jean Pierre Antoine d’Alençon, deutscher Beamter
- 1753: Jacques Aubert, französischer Violinist und Komponist
- 1758: George Werner, sächsischer Architekt und Baumeister
- 1762: Christoph II. von Dohna-Schlodien, preußischer General
- 1762: Francesco Loredan, 116. Doge von Venedig
- 1777: Button Gwinnett, US-amerikanischer Politiker, Gouverneur von Georgia
- 1778: Christian Friedrich Schmidt, deutscher Philosoph und lutherischer Theologe
- 1782: Isaak Schlösser, Bürgermeister von Elberfeld
- 1786: Johann Melchior Goeze, protestantischer Theologe
- 1786: John Stanley, britischer Komponist und Organist
- 1789: Giuseppe Bonito, italienischer Maler
- 1795: Josiah Bartlett, Delegierter für New Hampshire im Kontinentalkongress
- 1795: James Boswell, schottischer Schriftsteller und Rechtsanwalt
- 1795: Eiler Hagerup, norwegischer Jurist
- 1796: Beda Angehrn, Fürstabt von St. Gallen

### 19. Jahrhundert
- 1819: Casimiro Marcó del Pont, letzter spanischer Gouverneur von Chile

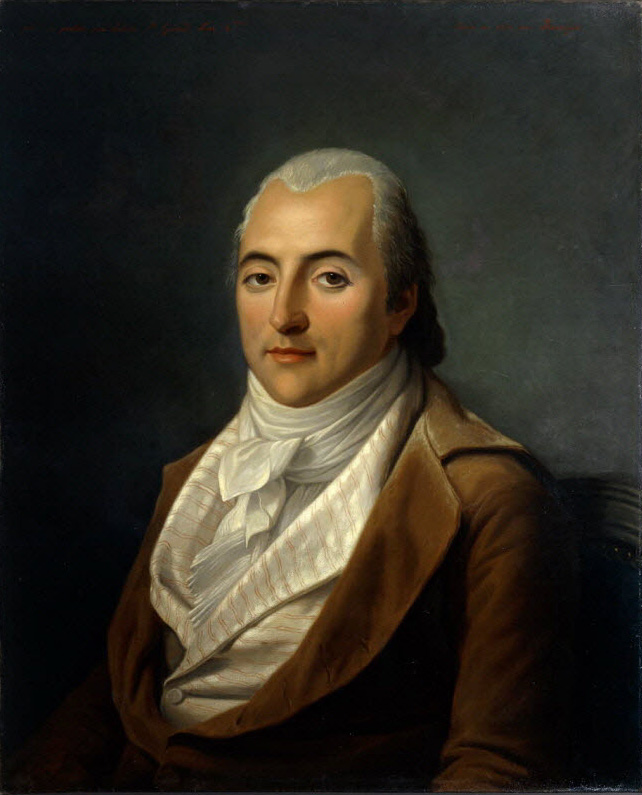
Henri de Franquetot († 1821)

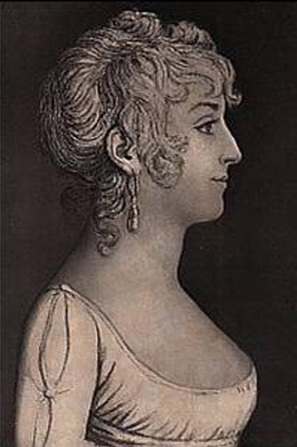
Ida Saint-Elme († 1845)

- 1821: Henri de Franquetot, duc de Coigny, französischer Höfling und General
- 1825: Henri de Saint-Simon, französischer Aristokrat, Offizier und Journalist
- 1831: Johann Friedrich Eschscholtz, deutscher Naturforscher und Forschungsreisender
- 1837: Antonio Rolla, italienischer Violinvirtuose
- 1838: Heinrich Gotthelf Schaufuß, Porzellanmaler der Meißner Manufaktur
- 1840: John Adair, US-amerikanischer Politiker
- 1845ː Ida Saint-Elme, französische Schriftstellerin, Abenteurerin und Kurtisane
- 1848: Heinrich Arnold Wilhelm Winckler, deutscher Lehrer und Schriftsteller
- 1849: Theodor Heinsius, deutscher Sprachforscher und Lexikograf
- 1879: Adam Friedrich Molz, Schweizer Lehrer und evangelischer Geistlicher
- 1860: Preah Bat Ang Duong, König von Kambodscha
- 1864: John Clare, englischer Naturdichter
- 1864: Nathaniel Hawthorne, US-amerikanischer Schriftsteller
- 1881: Harry von Arnim, preußischer Diplomat
- 1885: Otto von Keyserlingk zu Rautenburg, deutsch-baltischer Jurist und Großgrundbesitzer sowie Mitglied des Reichstages
- 1885: William Huntington Russell, US-amerikanischer Mitbegründer der Yale-Geheimgesellschaft Skull and Bones
- 1895: José Martí, kubanischer Nationaldichter und Symbol für den Unabhängigkeitskampf
- 1896: Karl Ludwig von Österreich, österreichischer Adliger, Bruder des Kaisers Franz Joseph I.
- 1898: William Ewart Gladstone, britischer Politiker
- 1898: Oran M. Roberts, US-amerikanischer Politiker

### 20. Jahrhundert

#### 1901–1950
- 1901: Ada Christen, österreichische Schriftstellerin
- 1901: Marthinus Wessel Pretorius, erster Präsident der Südafrikanischen Republik
- 1904: Korla Awgust Kocor, sorbischer Komponist
- 1907: Benjamin Baker, britischer Bauingenieur
- 1907: Ludwig Traube, deutscher Altphilologe und Mediävist
- 1912: Bolesław Prus, polnischer Schriftsteller

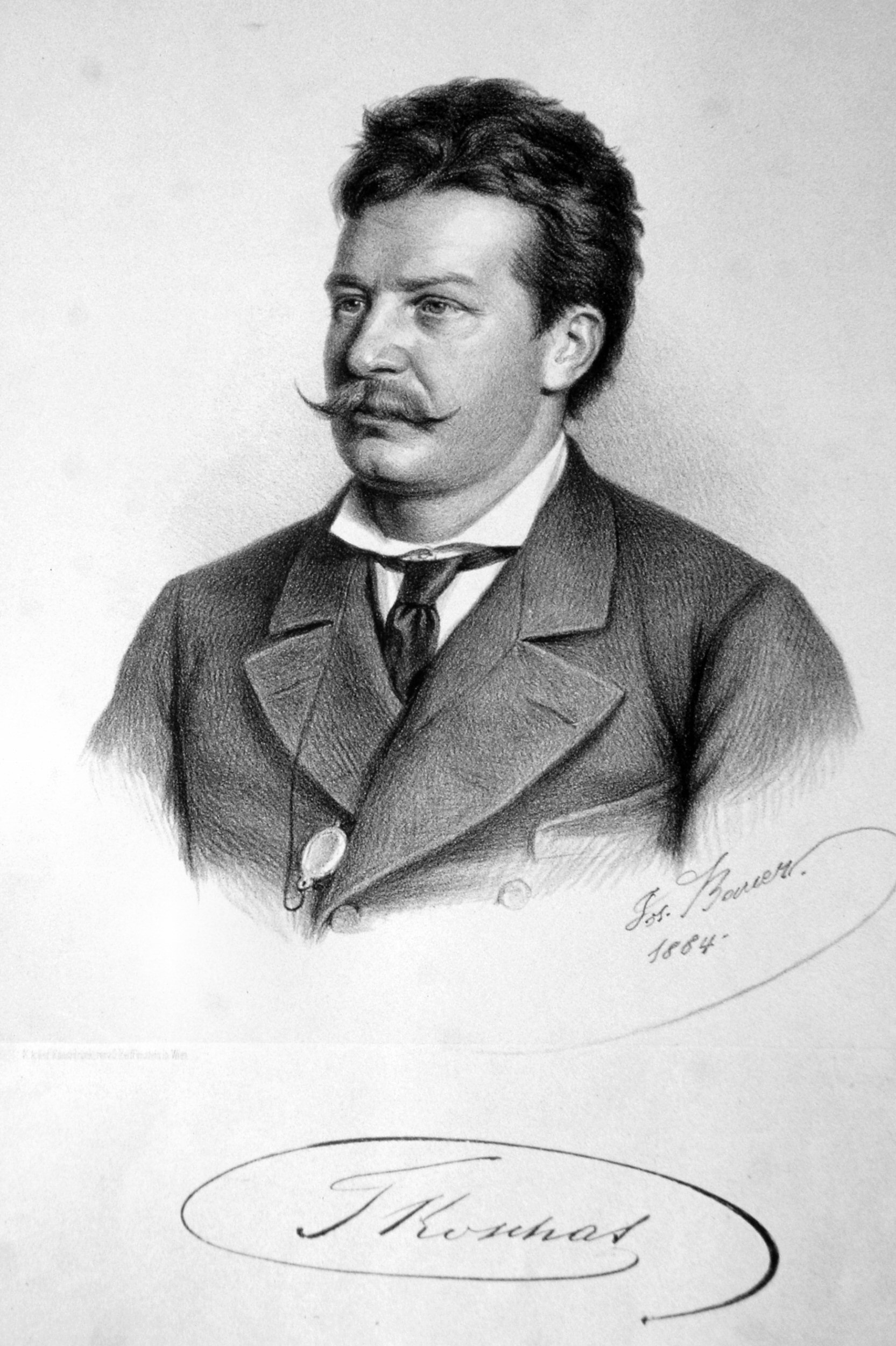
Thomas Koschat († 1914)

- 1914: Thomas Koschat, österreichischer Komponist und Chorleiter

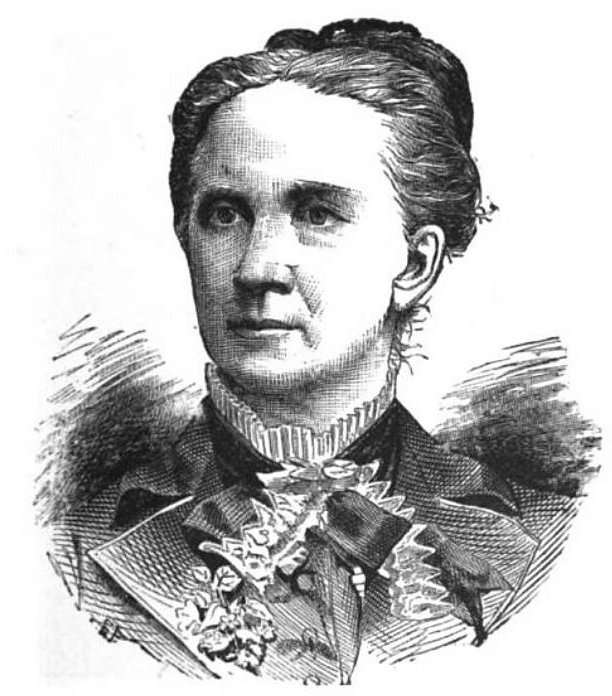
Belva Ann Lockwood († 1917)

- 1917: Belva Ann Lockwood, US-amerikanische Anwältin und Frauenrechtlerin
- 1918: Ferdinand Hodler, Schweizer Maler
- 1920: Honorio Alarcón, kolumbianischer Pianist und Musikpädagoge
- 1923: Abhakorn Kiartiwongse, siamesischer Admiral, Prinz und Mediziner
- 1924: Bernarda Bütler, katholische Missionarin und Ordensgründerin
- 1924: Lodovico Scarfiotti, italienischer Jurist und Unternehmer
- 1925: Helma Heynsen-Jahn, deutsche Porträtmalerin
- 1928: Charlotte Basté, deutsche Schauspielerin
- 1928: Henry Franklin Gilbert, US-amerikanischer Komponist
- 1928: Max Scheler, deutscher Philosoph und Soziologe
- 1929: Louis Trémel, französischer Automobilrennfahrer
- 1933: Wilhelm Aron, deutscher Gerichtsreferendar
- 1933: Rudolf Tarnow, deutscher plattdeutscher Schriftsteller
- 1935: T. E. Lawrence, britischer Geheimagent und Archäologe
- 1935: Charles Martin Loeffler, deutsch-US-amerikanischer Komponist, Geiger und Bratscher
- 1936: Pascual Díaz y Barreto, mexikanischer Geistlicher

Adolf Schlatter († 1938)

- 1938: Adolf Schlatter, Schweizer evangelischer Theologe
- 1939: Ahmet Ağaoğlu, aserbaidschanisch-türkischer Publizist, Journalist und Abgeordneter
- 1939: Louis Douglas, US-amerikanischer Tänzer
- 1939: Karl Radek, russischer Politiker und Journalist
- 1942: Alfred Baudrillart, französischer Geistlicher, Weihbischof in Paris
- 1942: Robert Beltz, deutscher Prähistoriker
- 1944: Karl Gerold Goetz, Schweizer evangelischer Geistlicher und Hochschullehrer
- 1947: John Heijning, niederländischer Fußballspieler
- 1949: Paul Schultze-Naumburg, deutscher Architekt und Kunsttheoretiker
- 1950: Giuseppe Garibaldi der Jüngere, italienischer Abenteurer und Revolutionär

#### 1951–2000

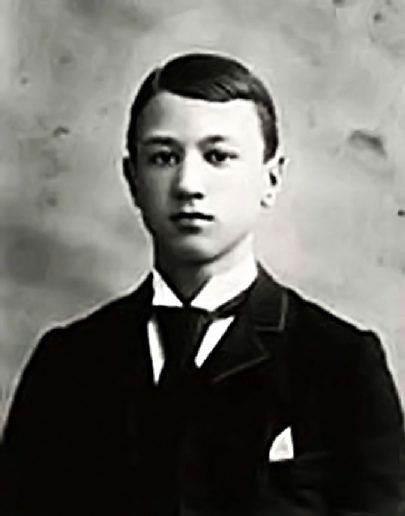
Charles Ives († 1954)

- 1954: Charles Ives, US-amerikanischer Komponist klassischer Musik
- 1955: Anton Peter Arida, libanesischer Erzbischof und Patriarch
- 1955: Concha Espina, spanische Schriftstellerin
- 1956: Ferdinand Andri, österreichischer Maler und Grafiker
- 1956: Otto Pannenbecker, deutscher Politiker und MdB
- 1957: Alice Milliat, französische Frauenrechtlerin, Gründerin des Internationalen Frauensportverbands (FSFI)
- 1958: Ronald Colman, britischer Schauspieler
- 1958: Wilhelm Mellies, deutscher Politiker, MdL, MdB
- 1958: Archie Scott-Brown, britischer Automobilrennfahrer
- 1959: Friedrich Funder, österreichischer Journalist und Publizist
- 1961: William Asbury, britischer Politiker
- 1961ː Betty Heimann, deutsche Indologin, NS-Vertriebene
- 1961: Richard Kuöhl, deutscher Bildhauer

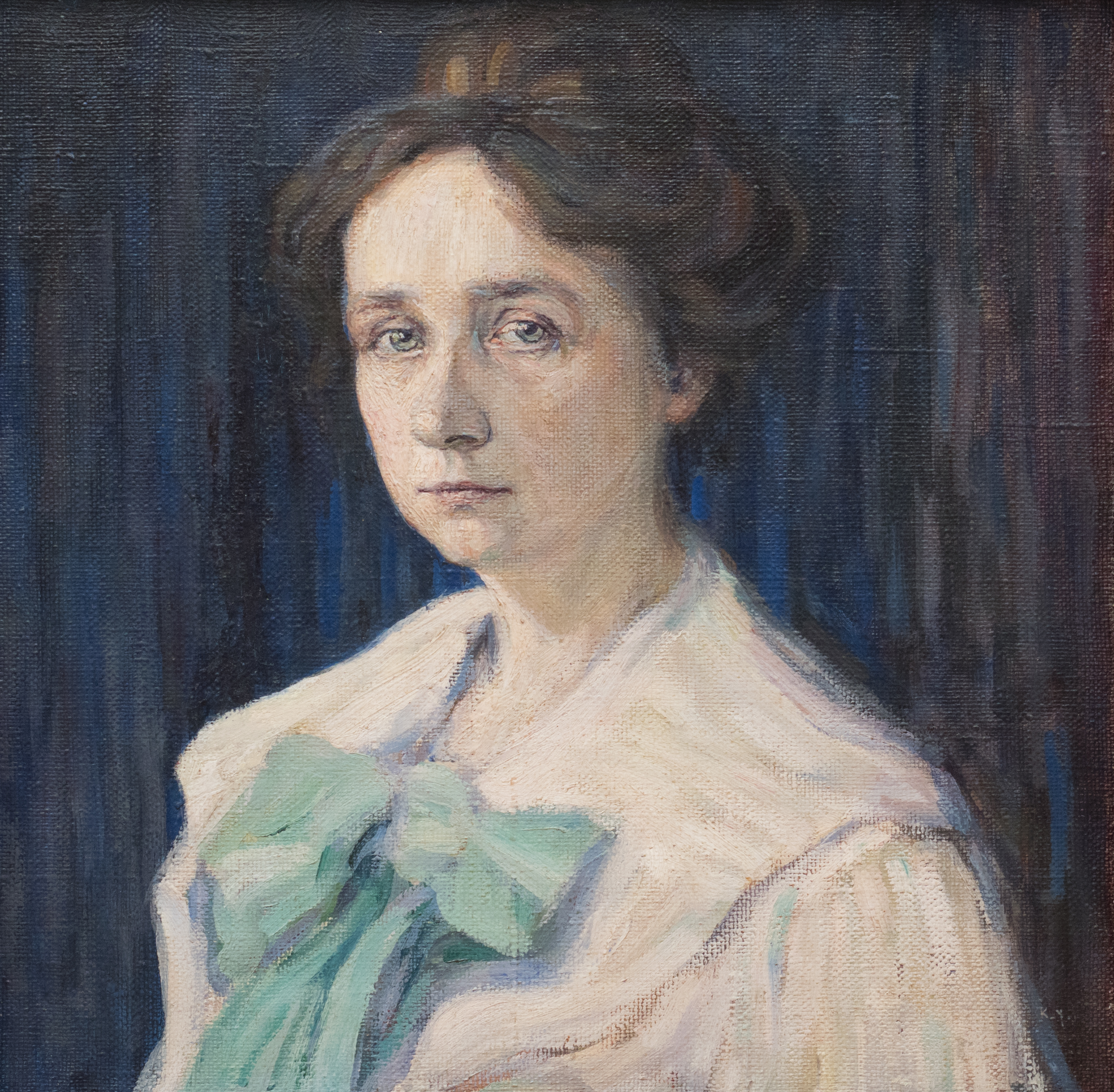
Gabriele Münter († 1962)

- 1962: Gabriele Münter, deutsche Malerin des Expressionismus, Lebensgefährtin von Wassily Kandinsky
- 1963: Alois Hudal, österreichischer Bischof, Fluchthelfer diverser Naziverbrecher
- 1963: Luana Walters, US-amerikanische Schauspielerin
- 1965: Erik Abrahamsson, schwedischer Weitspringer und Eishockeyspieler
- 1965: Maria Dąbrowska, polnische Schriftstellerin
- 1965: Federico Della Ferrera, italienischer Rad- und Motorradrennfahrer, Ingenieur und Unternehmer
- 1966: Theodore F. Green, US-amerikanischer Politiker
- 1967: Louis Balart, französischer Automobilrennfahrer
- 1968: Isidor Aschheim, deutsch-israelischer Maler und Grafiker
- 1968: Richard Stoop, britischer Jagdflieger und Automobilrennfahrer
- 1969: F. D. Andam, deutscher Schriftsteller, Drehbuchautor und Filmmanager
- 1969: Coleman Hawkins, US-amerikanischer Musiker
- 1969: Eberhard von Mackensen, deutscher General, Kriegsverbrecher
- 1970: Fritz Schwerdt, deutscher Kirchengoldschmied
- 1971: Tor Johnson, schwedischer Wrestler und Schauspieler
- 1971: Bernard Wagenaar, US-amerikanischer Komponist und Geiger
- 1972: Robert Gehrke, deutscher Politiker
- 1972: Eftimios Youakim, libanesischer Erzbischof
- 1974: Leontine Sagan, österreichische Bühnen- und Filmregisseurin

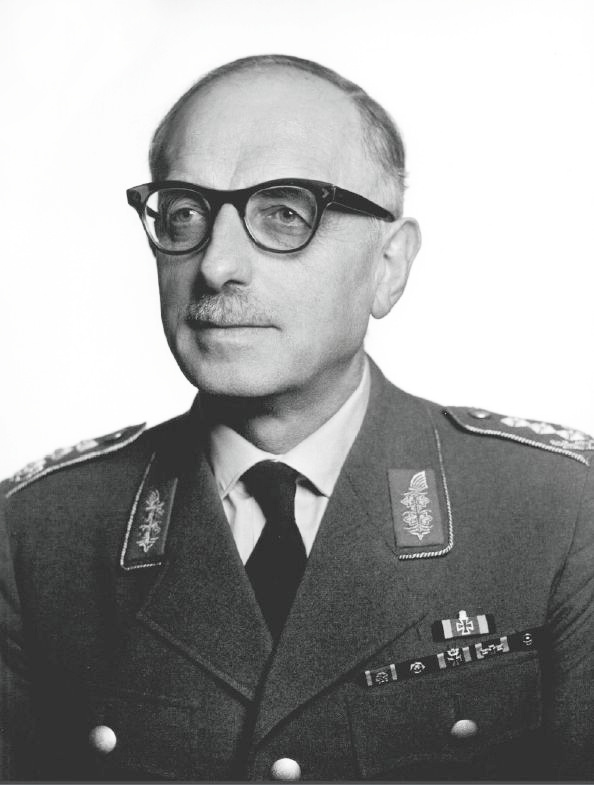
Smilo von Lüttwitz († 1975)

- 1975: Smilo von Lüttwitz, deutscher General in Wehrmacht und Bundeswehr
- 1976: Wiktor Brégy, polnischer Sänger, Opernregisseur und Musikpädagoge
- 1976: Eduard Schüller, deutscher Ingenieur
- 1976: Jeanette Wolff, deutsche Politikerin
- 1978: Martha Friedländer, deutsche Pädagogin, Exilantin, Pionierin der Sprachheilerziehung
- 1979: Sami Gabra, ägyptischer Ägyptologe und Koptologe
- 1981: Erich Fiedler, deutscher Schauspieler und Synchronsprecher
- 1982: Reinhard Karl, deutscher Alpinist, Fotograf und Schriftsteller
- 1984: Otto Rombach, deutscher Journalist und Schriftsteller
- 1985: Johannes Petzold, deutscher Kirchenmusiker, Komponist und Dozent
- 1985: Hilding Rosenberg, schwedischer Komponist und Dirigent
- 1986: Jimmy Lyons, US-amerikanischer Jazzsaxophonist
- 1986: Bernard Naylor, englischer Komponist, Organist und Dirigent
- 1988: Erna Weber, deutsche Mathematikerin
- 1992: Gerd Knesel, deutscher Liedermacher

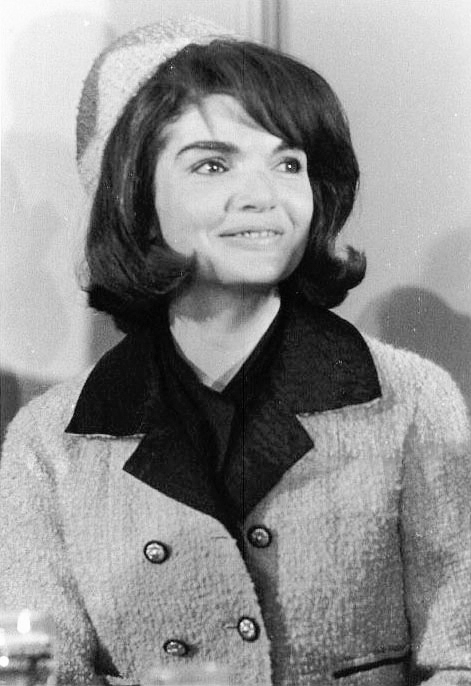
Jacqueline Kennedy Onassis († 1994)

- 1994: Jacqueline Kennedy Onassis, Ehefrau von John F. Kennedy und Aristoteles Onassis
- 1994: Luis Ocaña, spanischer Radfahrer
- 1995: Irma Brandes, deutsche Journalistin und Schriftstellerin
- 1995: Hans Patze, deutscher Historiker und Archivar
- 1996: Spiros Argiris, griechischer Dirigent
- 1996: Fernanda Seno, portugiesische Dichterin
- 1997: Troy Ruttman, US-amerikanischer Rennfahrer
- 1998: Edwin Astley, britischer Filmkomponist
- 1998: Ernst Leverkus, deutscher Motorradjournalist

### 21. Jahrhundert
- 2001: Eliza Hansen, deutsche Klavierpädagogin, Pianistin und Cembalistin
- 2001: Hans Mayer, deutscher Literaturwissenschaftler und Schriftsteller
- 2002: John Gorton, australischer Premierminister
- 2002: Werner S. Landecker, deutscher Rechtswissenschaftler und Soziologe
- 2002: Hans Posegga, deutscher Komponist, Pianist und Dirigent
- 2003: Paul Hagen, dänischer Schauspieler
- 2003: Erik Zimen, deutscher Verhaltensforscher
- 2004: Elvio Romero, paraguayischer Dichter
- 2004: Carl Raddatz, deutscher Film- und Theaterschauspieler
- 2004: Egon von Neindorff, deutscher Reitsportler
- 2005: John Arthur, südafrikanischer Boxer
- 2005: Paul Schneider-Esleben, deutscher Architekt

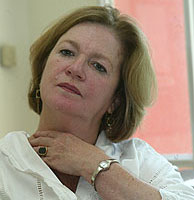
Batya Gur († 2005)

- 2005: Batya Gur, israelische Schriftstellerin
- 2007: Jack Findlay, australischer Motorradrennfahrer
- 2007: Eva Forest, spanische Schriftstellerin und Verlegerin
- 2007: Hans Wollschläger, deutscher Aufklärer, Schriftsteller und Übersetzer
- 2008: Vijay Tendulkar, indischer Autor
- 2009: Bill Edwards, US-amerikanischer American-Football-Spieler
- 2009: Robert Francis Furchgott, US-amerikanischer Wissenschaftler, Nobelpreisträger
- 2009: Nicholas Maw, britischer Komponist
- 2011: Garret FitzGerald, irischer Politiker
- 2013: Eduard Gitsch, österreichischer Mediziner

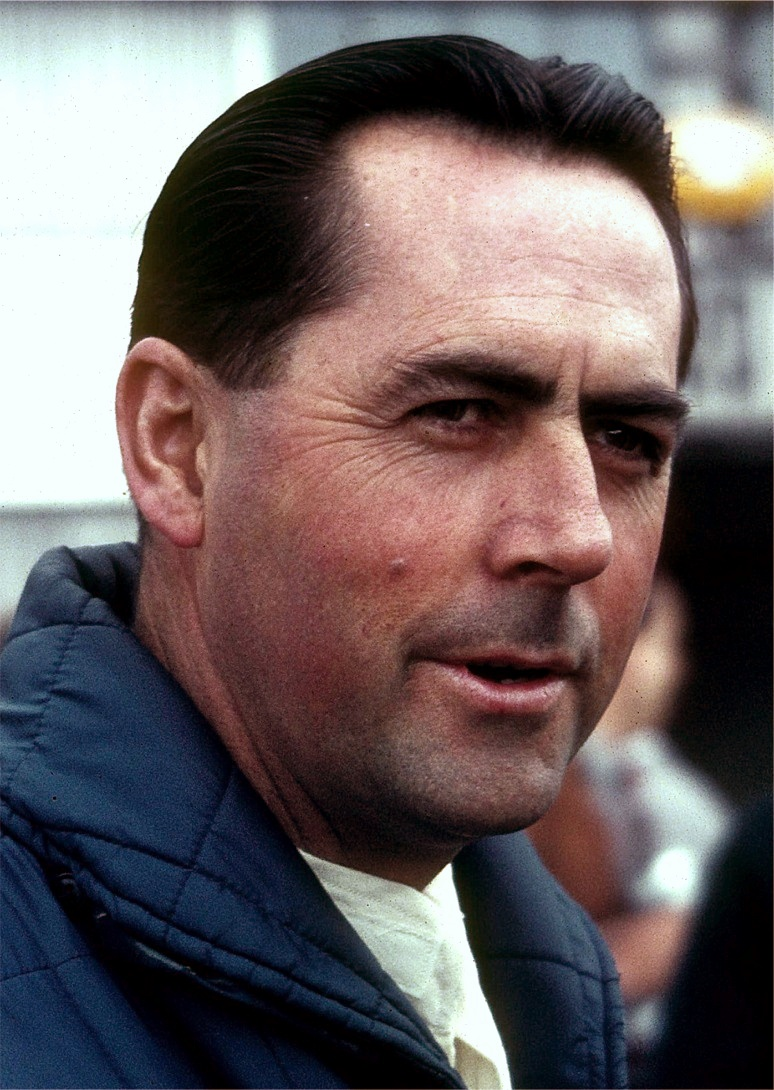
Jack Brabham († 2014)

- 2014: Jack Brabham, australischer Rennfahrer
- 2014: Lothar Domröse, deutscher Offizier
- 2014: Adriena Šimotová, tschechische Künstlerin
- 2015: Jack Aspinwall, britischer Politiker
- 2015: Gerald Götting, deutscher Politiker, Generalsekretär und Vorsitzender der CDU der DDR, Abgeordneter und Präsident der Volkskammer
- 2016: Wilhelm Breuning, deutscher Theologe
- 2016: Alan Young, kanadisch-britischer Schauspieler
- 2017: Mário Viegas Carrascalão, indonesischer bzw. osttimoresischer Politiker
- 2017: Stanislaw Jewgrafowitsch Petrow, sowjetischer Oberstleutnant
- 2018: Robert Indiana, US-amerikanischer Maler
- 2018: Bernard Lewis, britisch-US-amerikanischer Historiker und Publizist
- 2018: Ernst Sieber, Schweizer Pfarrer, Gründer von Sozialwerken
- 2019: Jürgen Bock, deutscher Mathematiker und Biometriker
- 2019: Alfred Janson, norwegischer Komponist, Pianist und Akkordeonist
- 2019: Friedgard Kurze, deutsche Puppenspielerin und Hörspielsprecherin
- 2021: Nicole Darrigrand, französische Wasserspringerin
- 2021: Lee Evans, US-amerikanischer Leichtathlet, Olympiasieger
- 2021: Aimé Verhoeven, belgischer Ringer

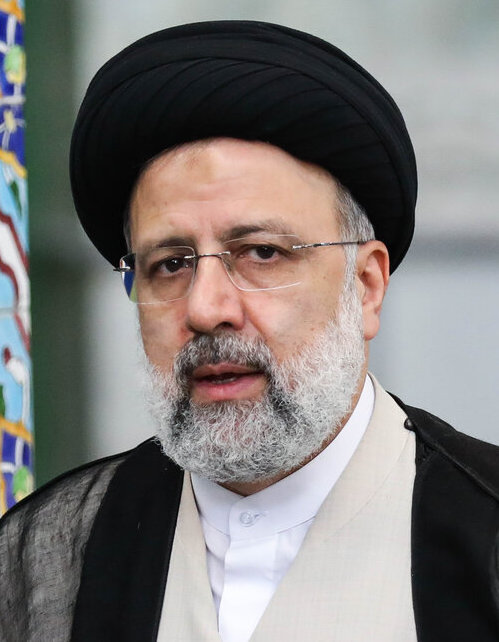
Ebrahim Raisi († 2024)

- 2024: Ebrahim Raisi, iranischer Politiker und Staatspräsident des Iran

## Feier- und Gedenktage
- Kirchliche Gedenktage
  - Sel. Alkuin, englischer Gelehrter, Diakon und Abt (evangelisch, katholisch)
  - Hl. Coelestin V., italienischer Eremit, Ordensgründer und Papst (katholisch)
  - Hl. Pudens, römischer Senator (katholisch)
  - Hl. Pudentiana, römische Jungfrau und Märtyrerin (katholisch)
- Namenstage
  - Ivo

Weitere Einträge enthält die Liste von Gedenk- und Aktionstagen.